# لدائن

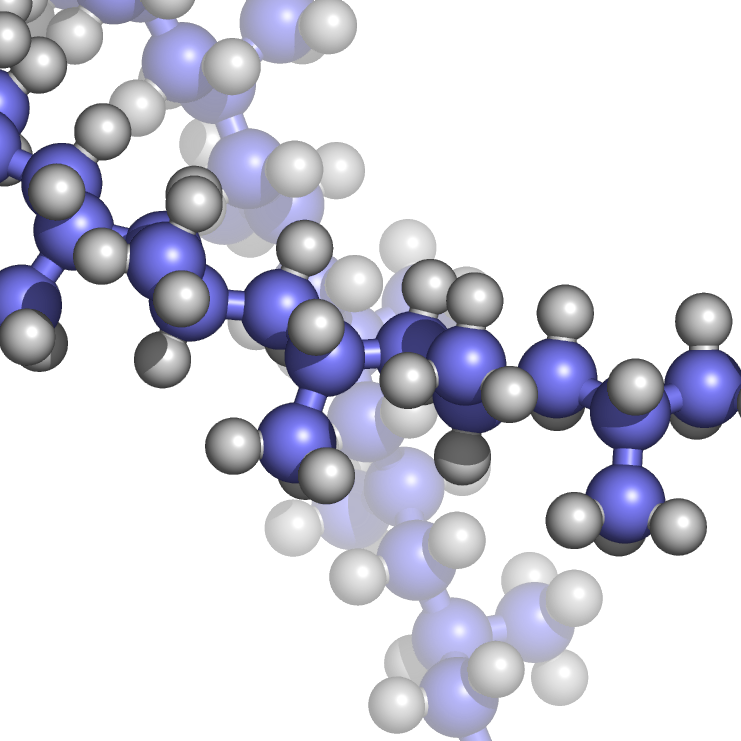
أنموذج لجزيء البوليبروبيلين - الكرات الزرقاء تمثل ذرات الكربون، والرمادية الهيدروجين

اللدائن * هي مجموعة واسعة من المواد الاصطناعية (العضوية أو شبه العضوية) أو شبه الاصطناعية التي تستخدم المبلمرات مكوناً رئيسياً، وتتميز باللدونة التي تجعل من الممكن تشكيلها بالحقن أو البثق أو القولبة بالضغط الحراري في أجسام صلبة بأشكال مختلفة. تستخدم اللدائن على نطاق واسع بفضل قدرتها على التكيف، بالإضافة إلى مجموعة واسعة من الخصائص الأخرى مثل كونها خفيفة الوزن ومتينة ومرنة وغير مكلفة في الإنتاج. تنتج معظم اللدائن الحديثة صناعياً، وتُشتق من البتروكيماويات مثل الغاز الطبيعي أو النفط، كما تستخدم الأساليب الصناعية الحديثة كيماويات منشأها مواد متجددة مثل الذرة أو مشتقات القطن.
أوسع استخدام للدائن هو مواد التعبئة والتغليف، وتستخدم أيضاً في مجموعة واسعة من القطاعات الأخرى، بما في ذلك البناء (الأنابيب، المزاريب، الأبواب والنوافذ)، المنسوجات (الأقمشة، الأثاث، الصوف الصناعي)، والسلع الاستهلاكية (الألعاب، أدوات المائدة، فرش الأسنان)، والنقل (المصابيح الأمامية والمصدات وألواح الهيكل والمرايا الجانبية)، والإلكترونيات (الهواتف وأجهزة الكمبيوتر والتلفزيون)، وأيضاً في أجزاء من الآلات.
في الاقتصاديات المتقدمة يستخدم حوالي الثلث في التغليف، وثلث في البناء مثل الأنابيب أو المواسير والتغطية، وتشمل الاستخدامات الأخرى السيارات (التي بات 20٪ منها يتكون من البلاستيك) والأثاث ولعب الأطفال. وتختلف النسبة في الدول النامية، ففي الهند مثلا يستخدم 42٪ في التعبئة والتغليف. في المجال الطبي، تستخدم اللدائن في الأعضاء الاصطناعية والغرسات والأجهزة الطبية. يبلغ حجم إنتاج العالم السنوي من البلاستيك حوالي 50 كغ للفرد، ويتضاعف تقريباً كل عشر سنوات. وقد تسبب نجاح اللدائن في أوائل القرن العشرين وهيمنتها في نصفه الثاني في حدوث مشكلات بيئية واسعة النطاق، بسبب معدل تحللها البطيء في النظم البيئية الطبيعية.

## أصل الكلمة
أصل الكلمة من اليونانية "بلاستيكوس" (باليونانية: πλαστικός)‏، بمعنى "قابل للتشكيل"، وهي بدورها مشتقة من "بلاستوس (باليونانية: πλαστός)‏ أي"مصبوبات". وهي التسمية الأكثر شيوعاً في الإشارة إلى المنتجات المصنعة الصلبة المشتقة من البتروكيماويات.
تُنقحر الكلمة في العربية إلى بلاستيك، تستعمل كلمة «لدائن» ^ مقابلاً في اللغة العربية، وهي جمع لكلمة لدن أو لدين، ولها ثلاث معانٍ:
1. ما يمكن تشكيله وقولبته بفعل الحرارة.
2. ما يمكن تغيير شكله عند تسليط قوة خارحية عليه على نحو دائم دون انقطاع في أي اتجاه كان.
3. صنف من مواد ذات وزن جزئي عالٍ قوامها مادة عضوية مصنعة أو نصف مصنعة بالبلمرة أو بالتكاثف.

وجاء في لسان العرب في مادة «لدن»: «اللَّدْنُ: اللّيِّنُ من كل شيء من عودٍ أو حبل أو خُلقٍ، والأنثى لَدْنة، والجمع لِدانٌ ولُدْن».

## تاريخ

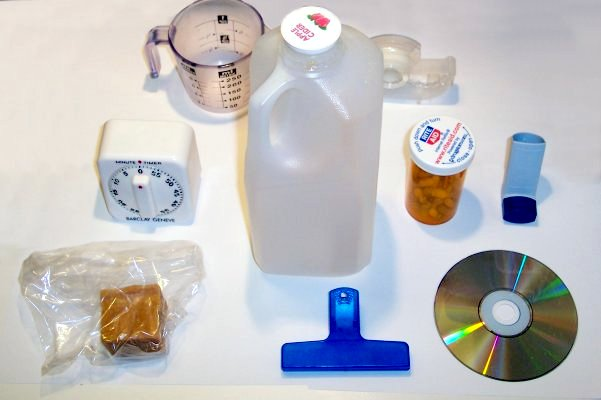
منتجات وأدوات تصنع من اللدائن.

في عام 1839 اكتشف العالم تشارلز غوديير أن تسخين عصارة شجرة المطاط الطبيعي مع إضافة مادة الكبريت يحولها إلى مطاط، وسميت هذه العملية بالتقسية (الفلكنة)، وقد تمكن غوديير من صناعة قفازات مطاطية بهذه الطريقة، في العام 1850 طور المطاط الصلب الذي سوّق بداية باسم «إبونيت»، ومنه صنعت في تلك الفترة أدوات الزينة وعلب الأقلام ومفاتيح البيانو والغلايين وأجزاء من أجهزة الهاتف، وكانت تلك أول مواد من ما سيعرف لاحقاً بلدائن التصلّد الحراري.
في أواسط القرن التاسع عشر أيضاً طور عدد من العلماء مادة السليلويد، ففي عام 1846 صنع كريستيان شونباين [الإنجليزية] النيتروسليولوز بمفاعلة السليولوز مع حمض النتريك، وبعده تمكن البريطاني جون باركر ماينهارد من إذابة النتروسليولوز في خليط من الكحول والإيثير، وتوصّل بتبخير المذيب إلى طبقة رقيقة من مادة مرنة (الكولوديون). لاحقاً عجن البريطاني كوتين الكولوديون في محلول كافور كحولي وحصل بذلك على السيلولويد، في عام 1869 استعمل جون هيات السيلولويد في صيغة مادة لدنة، وطور بعد ذلك ببضعة أعوام أول آلة قولبة بالحقن. كما تمكن طور ماكس فريميري [الإنجليزية] ويوهان أوربان من تذويب السليولوز باستخدام محلول من معقد هيدروكسيد النحاس النشادري وشكّلا منه لأول مرة أليافاً سليولوزية (تسمى اليوم ألياف كوبرو [الإنجليزية]) كانت أول ألياف سليولوزية تنتج اصطناعياً.
عام 1872 وصف أدولف فون باير بلمرة الفينول والفورمالدهيد بالتكثيف، ودرس بعده ليو بيكلاند تأثيرات الأوساط الحمضية والقاعدية على هذا التفاعل وطول عام 1907 عملية إنتاج راتنج الفينول الذي سماه «الباكليت»، وكان أول نوع من لدئن التصلب الحراري المصطنع كلياً، واستخدم أولاً في صناعة العوازل الكهربائية الناشئة آنذاك. وبيكلاند هو من صاغ مصطلح «البلاستيك».

حتى عام 1930 كانت اللدائن المعروفة هي السيليلويد والباكليت، وبعد ذلك أُكتشفت أو طوّرت أنواع كثيرة من اللدائن، وأهمها البولي إيثيلين والبولي بروبلين والبولي ستايرين المستخدمة على نطاق واسع في تغليف المنتجات، والبولي فينيل كلوريد (PVC) الذي يستخدم في البناء والأنابيب لقوته ومتانته، والبوليستر والنايلون، ويستخدما في العبوات وفي النسيج. ساهم عدة كيميائيين في علم المواد المتعلق بالبلاستيك، ومنهم الحائز على جائزة نوبل هيرمان شتاودنغر، والذي أطلق عليه «والد كيمياء المبلمرات»، وهيرمان مارك الذي لقب بـ«والد فيزياء المبلمرات».

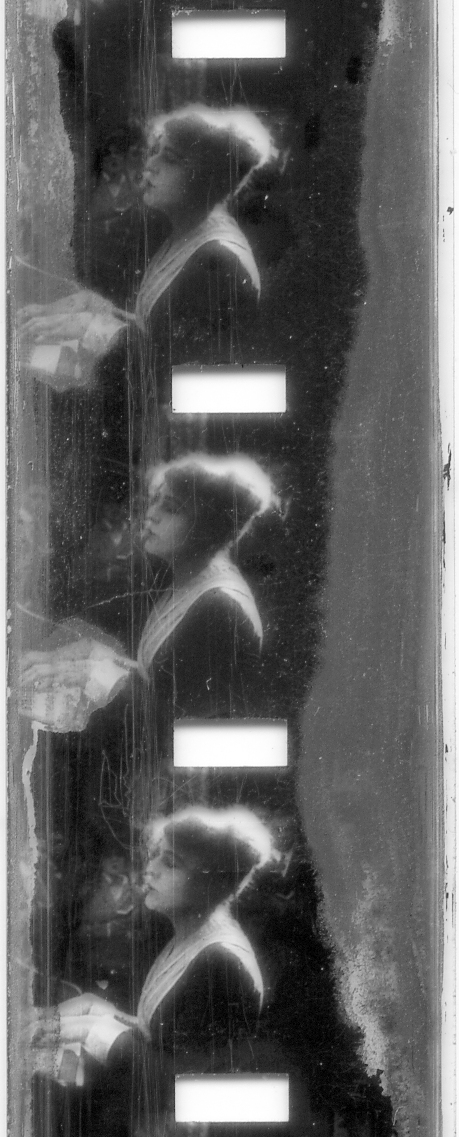
شريط سينمائي مصنوع من مادة السيلولويد، وهو أول لدن حراري في التاريخ

## البنية الكيميائية
معظم المواد البلاستيكية بوليمرات عضوية، تتألف غالبيتها العظمى من سلاسل من ذرات الكربون التي ترتبط بذرات الهيدروجين أو الأكسجين أو النيتروجين أو الكبريت حسب نوع البوليمر، وتتكون هذه السلاسل من وحدات متكررة من الجزيئات الأحادية (المونومرات) التي تتحد في عملية البلمرة لتشكل البوليمر، وتتكون كل سلسلة من المبلمرات من آلاف عدة من الوحدات المتكررة التي تتواتر في مسار رئيسي يشكل عمود البوليمر الفقري. في كثير من الأحيان ترتبط السلسلة الرئيسة بسلاسل جانبية تشكلها مجموعات جزيئية مشابهة أو مختلفة، ترتبط عادة بالمونومرات قبل أن ترتبط تلك بعضها ببعض لتشكيل سلسلة البوليمر. يؤثر هيكل هذه السلاسل الجانبية على خصائص البوليمر.
يفرق بن نوعين من تشكّل البوليمر، النمو السلسلي والنمو على خطوات.

### النمو السلسلي
في هذا التفاعل يبدأ نمو البوليمر بجزيء خاص يسمى «الحفّاز»، يفتتح عملية الإضافة بتنشيط المونمر لينضم إلى مونمر ثان، وينشأ عن ذلك جزيء ينتقل فيه الجزي النشط إلى جانب المونمر المضاف ليتفاعل مع ثالث، وهكذا دواليك تنضم المونمرات إلى البوليمر بصورة متسلسلة، ويعتمد طول السلسلة الناتجة أو ما يسمى بدرجة البلمرة على نسبة الحفّاز إلى كمية المونمرات في التفاعل. يشمل هذا النوع من التفاعلات البلمرة الراديكالية والكاتيونية والأنيونية.

### النمو على خطوات
وفيه ينمو البوليمر بتفاعل المونمرات كلها مع بعضها البعض، ويحصل ذلك كيميائيا بتفاعلات التكثيف (انفصال منتجات جانبية عن المونمرات، مثل الماء) كما في تشكل البولي أميد أو البوليستر، أو بتفاعلات الإضافة بين المونمرات، كما يحصل عند تشكل البولي يوريثان.

## الخصائص والتصنيفات
تصنف البلاستيك عادةً حسب التركيب الكيميائي في عمود البوليمر الفقري والسلاسل الجانبية، وتشمل المجموعات المهمة المصنفة بهذه الطريقة الأكريليك والبوليستر والسيليكون والبولي يوريثان والهالوكربون. كما يمكن تصنيف اللدائن حسب مصدرها، أو حسب العملية الكيميائية المستخدمة في تركيبها، مثل التكاثف أو الإضافة أوالتشابك، ويمكن أيضاً تصنيفها وفقاً لخصائصها الفيزيائية، بما في ذلك الصلادة والكثافة ومقاومة الشد والمقاومة الحرارية ودرجة حرارة التحول الزجاجي. ومن الممكن أيضاً يمكن تصنيف اللدائن من خلال تفاعلاتها مع مختلف المواد والعمليات أو مقاومتها لها، مثل التعرض للمذيبات العضوية وتفاعلات الأكسدة والإشعاع المؤين. تعتمد تصنيفات اللدائن الأخرى على الصفات ذات الصلة بالتصنيع أو تصميم المنتج لغرض معين، مثل اللدائن الحرارية والبولمرات الموصلة للكهرباء أو اللدائن القابلة للتحلل العضوي، البولمرات المرنة واللدائن الهندسية (بالإنجليزية: Engineering Plastics)‏.

### التصنيف حسب المصدر

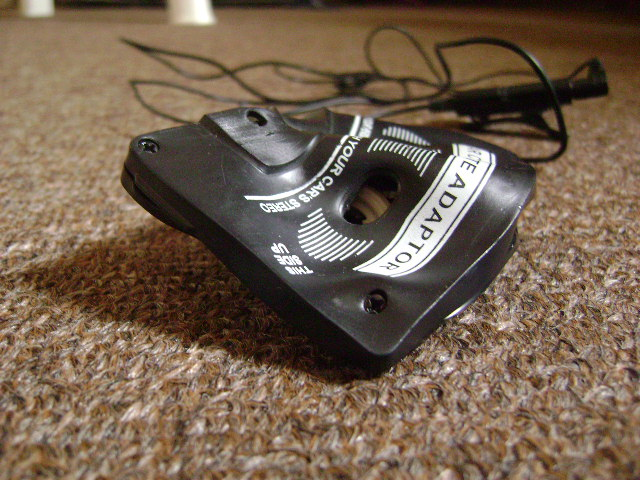
«شريط سمعي» تعرض لدرجات حرارة عالية فانصهر.

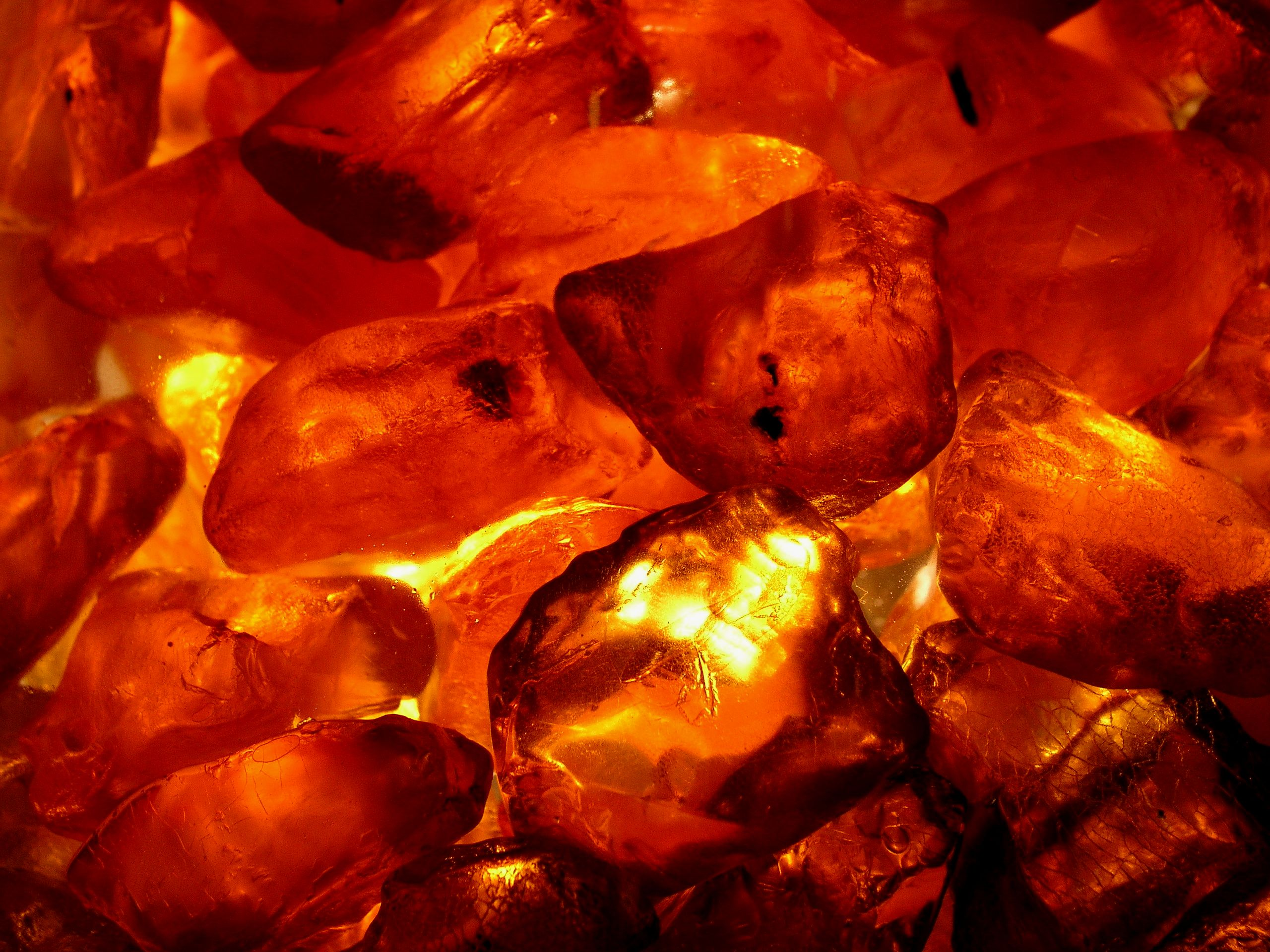
الكهرمان، من اللدائن الطبيعية

يمكن من منظور كيميائي مقارنة اللدائن بصفتها جزيئات ضخمة، وهذه يمكن تصنيفها حسب مصدرها كالتالي:
- جزئيات ضخمة طبيعية المصدر مثل الهيدروكربونات الطبيعية (المطاط، البالاتا)، أو متعددات السكاكر (السليولوز، النشا، البكتين، التشيتين، القطن)، أو البروتينات وهي مبلمرات طبيعية لأحماض أمينية (الكولاجين، الصوف، الحرير)، وكذلك مشتقاتها الصناعية (مثل نترات السليولوز والجلد والجيلاتين).
- الجزيئات الضخمة المصنعة، مثل البوليستيرين وهو مبلمر من وحدات صغيرة، فمثلا يصنع البوليستيرين ببلمرة وحدات صغيرة (مونومرات) تدعى الستيرين C6H5CCH=CH2، والبولي فنيل كلورايد من مونومرات H2C=CHCL
- مشتقات الجزيئات الضخمة المصنعة الناتجة عن تصبينها أو إضافة مجموعات كيميائية وظيفية إليها أو تشبيكها في عمليات لاحقة لإنتاجها

يشار إلى أن تعريف اللدائن لا يشمل كل الجزيئات الضخمة، بل يقتصر على جزء منها يمر بمراحل «بلاستيكية» خلال التطبيقات الصناعية.

### اللدائن اللابلورية والبلورية
هناك عدة مواد البلاستيكية غير متبلورة تمامًا (أي بدون بنية جزيئية عالية الترتيب)، ومنها المواد البلاستيكية الحرارية والبوليسترين والبليكسيغلاس (PMMA). أما اللدائن المتبلورة فتظهر نمطاً من الانتظام والتباعد بين ذراتها، مثل البولي إثيلين عالي الكثافة (HDPE) والبولي بيوتيلين تيريفثاليت (PBT) وكيتون الإيثر-بولي إيثر (PEEK). ومع ذلك، فإن بعض اللدائن تحتوي مكونات متبلورة وأخرى لابلورية في التركيب الجزيئي، مما يمنحها نقطة انصهار ونقاط تحولات زجاجية واحدة أو أكثر (درجة الحرارة التي يزيد فيها مدى المرونة الجزيئية الموضعية بشكل كبير). تشمل هذه المواد البلاستيكية شبه المتبلورة البوليثيلين منخفض الكثافة والبوليبروبيلين والبولي فينيل كلوريد والبولي أميد (النايلون) والبوليستر وبعض أصناف البولي يوريثان.
أمثلة على اللدائن حرارية متبلورة جزئيا، مثل البولي أوكسي ميثلين (POM)، والبولي إثيلين (PE)، والبولي بروبلين (PP)، والبولي أميد / النايلون (PA)، والبولي إثيلين تريفثالات/البولستر (PET)، والبولي بوتيلين تيريفثالات (PBT).
وهناك أيضاً لدائن حرارية لابلورية مثل الأكريل نيتريل بوتاديين ستيرول (ABS)، والبولي ميثيل ميثاكريلات (PMMA)، والبولي ستيرول (PS)، والبولي فينيل كلوريد (PVC)، والبولي كربونات (PC)، والمبلمر المختلط ستيرول أكريل نيتريل (SAN)، والبوليفينيلين إيثر (PPE).

### التصنيف حسب الخصائص الميكيانيكية الحرارية
أحد التصنيفات المهمة للبلاستيك هو الدرجة التي تكون فيها العمليات الكيميائية المستخدمة في صنعها قابلة للعكس أم لا، وتقسم اللدائن في هذا التصنيف إلى:
- لدائن حرارية (بالإنجليزية: thermoplast)‏: هو نوع من أنواع اللدائن التي تلين بالحرارة وتتصلب مرة أخرى عند تبريدها. تستطيع المواد اللدنة بالحرارة أن تمر بعدة دورات من الذوبان والتجمد بدون أن تتعرض إلى تغيير كيميائي، وهذا يجعلها مناسبة لعمليات إعادة الاستخدام. وهذا يجعل هذه المواد سهلة التصنيع بعدة طرق منها التشكيل بالحقن، واللحام، وترجع هذه الخاصية إلى طبيعة البوليمرات الخطّية المكونة لها. وفي هذه المجموعة تدرج معظم المواد اللدائنية المستعملة اليوم (البوليبروبلين، البوليثيلين، البولسترين، البوليستر) التي تستخدم في المنتجات الاستهلاكية البسيطة والتغليف، وكذلك في أغراض تقنية في صناعة المركبات والإلكترونيات، كما تستخدم في البناء، خاصة في السقوف وإطارات النوافذ والأنابيب.[19][20] ومن المكن من أجل الحصول على خصائص جديدة خلط هذه المبلمرات بعضها ببعض.

- لدائن صلبة بالحرارة (بالإنجليزية: Thermosetting polymer)‏: تذوّب أو تصهر البولمرات المثبتة حراريا وتشكّل لمرة واحدة فقط، وتظل صلبة بعد التصلد، الذي يتم في العادة عبر التسخين (ومنه مصطلح «التصلد بالحرارة» (بالإنجليزية: thermosets)‏، كما يمكن أن تحدث أو تدعم أيضاً بالمؤكسدات أو الإشعاع أو استخدام الحفّازات الكيميائية، ويحصل خلالها تفاعل كيميائي لا رجعة فيه، وإذا أعيد تسخينها تتحلل ولا تذوب.[21] وتكون المنتجات المصلدة بالحرارة في العادة صلبة وهشة بسبب التشبيك الذي يجري بين سلاسل البوليمرات خلال عملية التصلد. تستعمل هذه المواد بفضل ثباتها الكيميائي والحراري في التمديدات الكهربائية، وأقدم الأنواع المعروفة من هذه اللدائن هو راتنج فينول فورمالدهيد (الفيوبلاست)، كما تتضمن هذه المجموعة راتنجات البوليستر، والبولييوريثان المستخدم في الدهان، وعملياً كل الراتنجات الاصطناعية مثل الإيبوكسيد.
- بوليمرات مرنة (بالإنجليزية: elastomer)‏: تتكون هذه المواد من سلاسل بوليمر ترتبط ببعضها البعض عند نقاط قليلة نسبيا، ويسمح ذلك بتمددها عند الشد، وعودته إلى حالتها الأولى عند انتفائه. ومثال على ذلك المطاط الذي يصنع بتقسية أو فلكنة المطاط الطبيعي (أو البولي إيزوبرين) بتسخينه بحضور الكبريت، فيتحول من مادة لزجة وسائلة بعض الشيء إلى منتج جاف وصلب لا يطرى عند التعرض للحرارة ولا يذوب في معظم المذيبات.[22] تضم هذه المجمعة كل أنواع المطاط المصلّد، وتتم عملية التصليد على سيبيل المثال عبر التقسية (الفلكنة) بالكبريت، أو بالبيروكسيدات، أو أكاسيد الفلزات أو بالأشعة.[23] يستخدك حوالي 60% من البوليمرات المرنة في صناعة العجلات، والباقي في مواد مطاطية مختلفة مثل القفازات الكيميائية والأغراض الصحية، وتضم هذه المجموعة المطاط الطبيعي (NR)، ومطاط الأكريل نتريل- بوتاديين [الإنجليزية] (NBR)، والستايرين- بوتاديين [الإنجليزية] (ٍSB)، والكلوروربرين (CR)، والبوليبوتاديين (BR)، الإيثلين - بروبلين- ديين [الإنجليزية] (EPDM).

اللدائن الحرارية: بوليمرات غير مشبّكة بتركيب خليط بين المتلبور جزئياً (باللون الأحمر) واللابلوري (بالأسود)، وليدها درجة حراة انصهار ودرجة تزجج، ويمكن صهرها وتشكيلها
البوليمرات المرنة، تكون سلاسلها مترابطة عند نقاط قليلة (ملونة بالأحمر في الصورة)، مما يسمح بتمدد البوليمر عند الشد وعودته إلى حالته الأولى عند الارتخاء.
اللدائن الصلبة بالحرارة تتكون من سلاسل بوليمر متشابكة. نقاط التشابك ملونة بالأحمر في الصورة

### التصنيف حسب الاستخدامات
من الممكن تقسيم اللدائن وفقاً لأسعار وأحجام الإنتاج وإمكانيات الاستخدام إلى أربعة مجموعات مهمة هي اللدائن الأساسية (الاستهلاكية)، واللدائن الهندسية، واللدائن الوظيفية، واللدائن عالية الأداء. من الصعب تصنيف لدائن التصلد الحراري ضمن هذا التقسيم ويفضل تصنيفها على حدة.

#### اللدائن السلعية
تنتج هذه اللدائن بكميات كبيرة لرخص أثمانها وتعدد استخداماتها وسهولة التعامل معها، وهي الخيار المفضل للإنتاج الكبير للسلع اليومية، وأكبر تطبيق منفرد لها هو التغليف والتعبئة حيث بلغ حجم استخدامها حوالي 146 مليون طن في عام 2015، أي ما يعادل 36٪ من الإنتاج العالمي. ويتركز حوالي 70٪ من الإنتاج العالمي في ستة أنواع رئيسية من البوليمرات، وبسبب انتشارها وهيمنتها تعزى إليها الكثير من الخصائص والمشاكل المرتبطة باللدائن، مثل التلوث البلاستيكي الناجم عن ضعف قابليتها للتحلل الحيوي.
بخلاف معظم أنواع اللدائن الأخرى يمكن التعرف عليها غالباً من خلال قائمة رموز تمييز الراتنغ (RIC) كما في القائمة التالية:
| الرمز | المادة              | الرمز | المادة                 |
| ----- | ------------------- | ----- | ---------------------- |
|       | بوليثيلين تيرفثالات |       | بوليثيلين عالي الكثافة |
|       | بولي فينيلكلوريد    |       | بوليثلين منخفض الكثافة |
|       | بوليبروبلين         |       | بولسترين               |

##### البوليثيلين تيرفثالات (PET أو PETE)

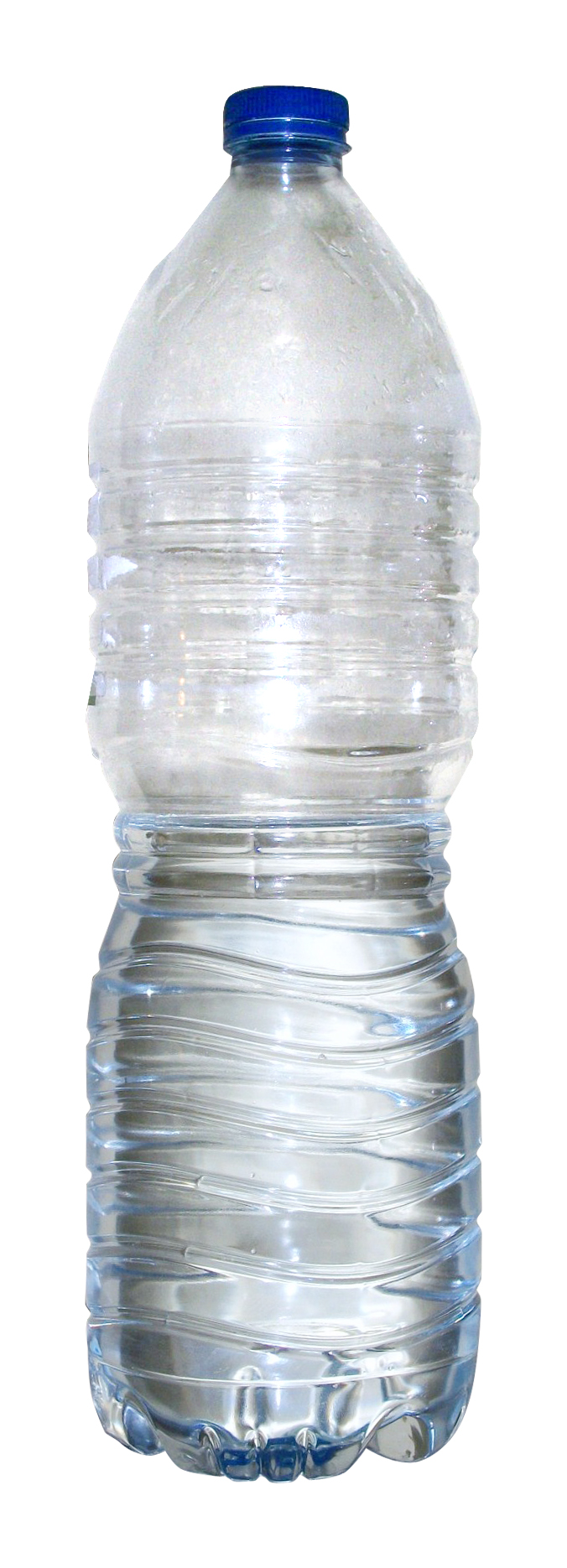
قنينة من البولي إيثيلين تيريفثالات (PET)

البوليثيلين تيرفثالات بوليستر ينتج من تفاعل حمض الثيريفتاليك والإثيلين غليكول، وينتج بخلط المادتين بمالمقادير المولية المطلوبة وتسخينهما وإزالة الماء المنقسم بنجاعة تبلغ الـ99%. يتبلور المصهور الناتج ببطء بعد تجمده، ما يمكن الحصول على منتوجات بلورية جزئيا أو لابلورية حسب الطلب. يتميز المنتج البلوري جزئيا الذي بمتانة وصلابة عاليتين ومقاومة للحتّ وللأحماض المخففة والزيوت والكحول، ولكنه حساس تجاه الحرارة.
يصنّع منه سنوياً حوالي 70 مليون طن، أي ما يمثّل 20% من إنتاج قطاع الصناعات البلاستيكية، ويستخدم البوليستر المتبلور جزئيا في والألكترونيات وقطع الآلات والبراغي، وأحزمة الأمان وأغطية السيارات، كما يستخدم في المجالات الطبية في زراعة الأعضاء الاصطناعية وفي شبكات تدعيم الأوعية الدموية.
أما البولستر اللابلوري فيتميز بمتانة أقل، ولكنه أشد مقاومة للطرق، ولكونه شفافا وأخف وزنا من الزجاج، يستخدم في العبوات مثل قناني الشرب وعبوات الطعام ومستحضرات التجميل، كما يستخدم في الكهربائيات في حاملات الشرائط المغناطيسية.

##### بوليثيلين عالي ومنخفض الكثافة
ينتج البوليثين عادة بثلاث نوعيات، البوليثلين عالي الكثافة (HDPE أو PE-HD) البوليثيلين منخفض الكثافة (LDPE أو PE-LD) والبوليثلين الخطي منخفض الكثافة LLD-PE.
ينتج البوليثلين عالي الكثافة باستخدام محفزات تسيغلر-ناتا وتتميز سلاسله بتنظيم عال وتشعّب قليل وتنتظم في أجسام عالية الصلابة متبلورة جزئيا، ووزنها النوعي أعلى من وزن البوليثلين منخفض الكثافة، وكلاهما أخف من الماء). ويستعمل في الأنابيب والعبوات وصناديق القناني والبراميل وعلب البطاريات والجرادل والمقابس وغيرها.
أما البوليثلين منخفض الكثافة فينتج بالبلمرة في الحالة الغازية تحت ضغط عال، ويتميزعنه البوليثيلين الخطي بإشراك البوتين والهكسين والأوكتين في عملية البلمرة من أجل السيطرة على درجة تشعب السلاسل. كلا النوعان درجة تبلوره منخفضة، ويتميز بقدرة ممتازة على تشكيل الرقائق، ويستخدم في الدرجة الأولى في إنتاج سطوح التغليف والأكياس ورقائق تغليف السجائر والأقراص المدمجة والكتب والمناديل الورقية.

##### البولي فينيل كلوريد (PVC أو V)

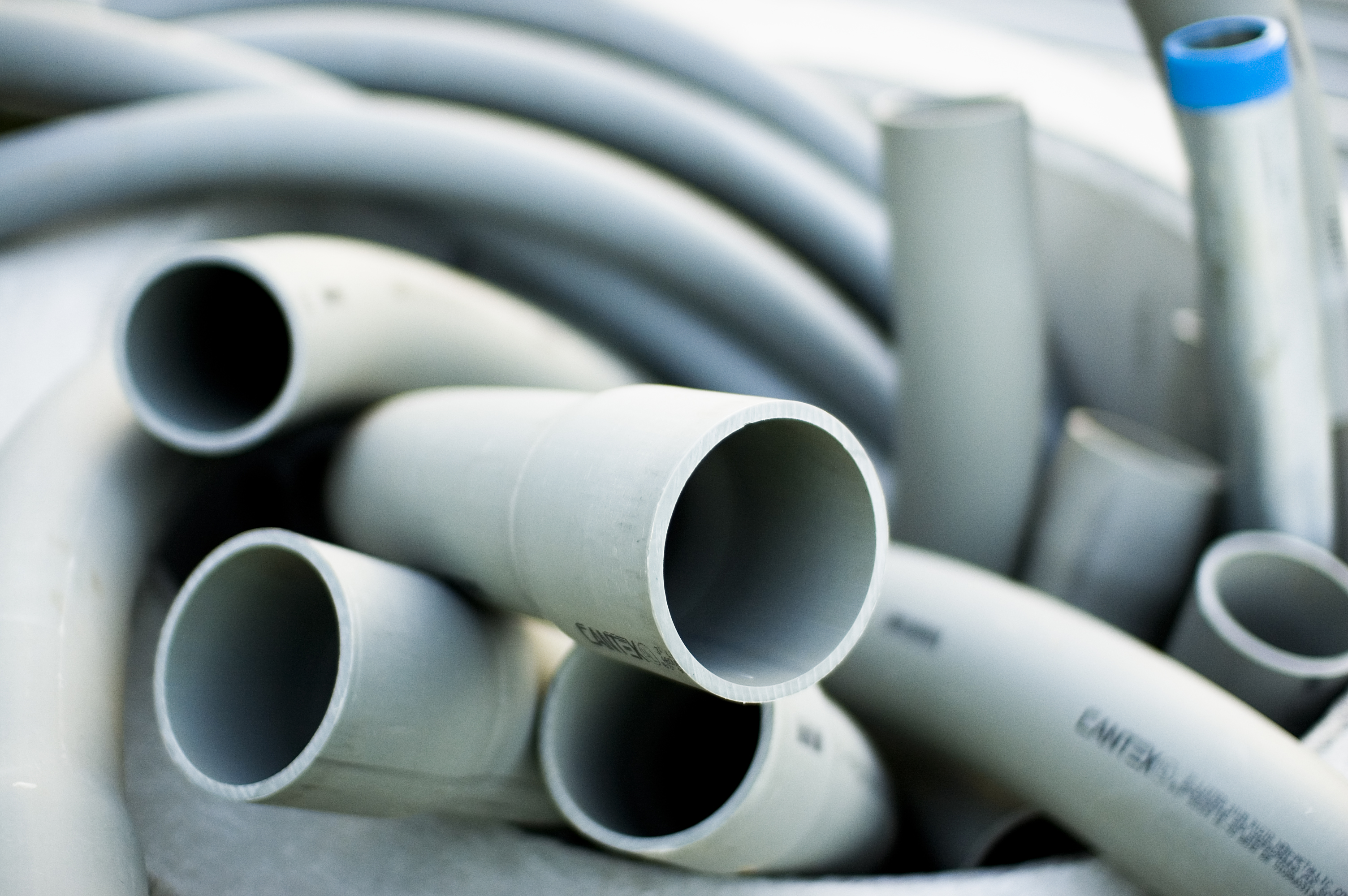
أنابيب مصنوعة من البولي فينيل كلوريد PVC

ينتج البولي فينيل كلوريد ببلمرة الكلورإيثين (كلوريد الفينيل) الراديكالية بثلاثة طرق مختلفة ينتج عنها في العادة بوليمر منخفض التبلور. أقدم هذه الطرق البلمرة في مستحلب مائي (بالإنجليزية: Emulsion)‏ ويستخدم فيها عوامل مساعدة للحفاظ على المستحلب، ويستخدم في التحفيز بيروكسيد الهيدروجين أو بيركبريتات البوتاسيوم، ويستعمل البوليمر الناتج عنها (E-PVC) لاصقا أو في الطبقات العازلة.
كما ينتج هذا البوليمر في حالة الإسالة تحت الضغط حيث يؤلف مستعلق مائي (بالإنجليزية: Suspension)‏ بالتحريك فائق السرعة، وتستخدم في التحفيز بيروكسيدات عضوية أو أزوبيس إيزوبوليرونتريل [الإنجليزية] (AIBN)، وتتحول الكرات العائمة في المستعلق إلى بوليمرات، ويتبخر منها المونمر غير المتفاعل عند إزالة الضغط. وبهذه الطريقة تنتج اليوم 90% من هذا البوليمر (S-PVC).
أما الطريقة الثالثة فهي «البلمرة في الكتلة» (بالإنجليزية: bulk polymerisation)‏، أي بلمرة الفينيل كلوريد في الحالة السائلة بإدخال محفزّ يذوب فيه (بيروكسيد عضوي في العادة)، وتبلغ نسبة التفاعل في هذه العملية 80% وتزال بعدها المونمرات غير المتفاعلة بالتفريغ الهوائي. ومن الممكن مقارنة نقاء البوليمر الناتج (M-PVC) مع الـE-PVC. يستعمل هذا النوع في المجالات التي يحتاج فيها إلى الشفافية الضوئية، وكذلك في رقائق التعقيم.
يتميز بالقدرة على التشكل الحراري وبالصلادة، والقدرة على مقاومة الاحتراق، والكيماويات مثل الكحول والاحماض والقواعد والزيوت، ولذلك يستخدم البوليمر الصلب في أنابيب الصرف وإطارات النوافذ، ولكن من مثالبه عدم تحمله لدرجات حرارة عالية، حيث لا يمكن استخدامه لفترة طويلة على درجات حرارة أعلى من 65 درجة مئوية، أو لأية فترة على درجة 75. أما البولمرات الطرية فهي مطاطة وتشبه الجلود وقابلة للتشكل حراريا، وتستخدم في الأرضيات ومانعات النفاذ والخراطيم وديكورات السقوف.
واحدة من أهم مشاكل هذا البوليمر هو محتوى الكلور العالي فيه، الذي يتسبب بانبعاث غاز الكلور السام وحامض الهيدروكلوريك عند الاحتراق. كما يحتوى المنتج على عدة مواد مساعدة ومطريات تعد مضرة بالصحة، كما يعتبر ثنائي (2-إيثيل هكسيل) أديبات [الإنجليزية] الذي يستعمل ملدنا في لفائف الـ PVC مصدر قلق أيضاً، وكذلك المركبات العضوية المتطايرة الموجودة في رائحة السيارة الجديدة [الإنجليزية]. وتعد اللبنة الأساسية، كلوريد الفينيل، مادة مسرطنة يتوجب إزالة بقاياها تماما من المنتج.

##### البوليبروبلين (PP)

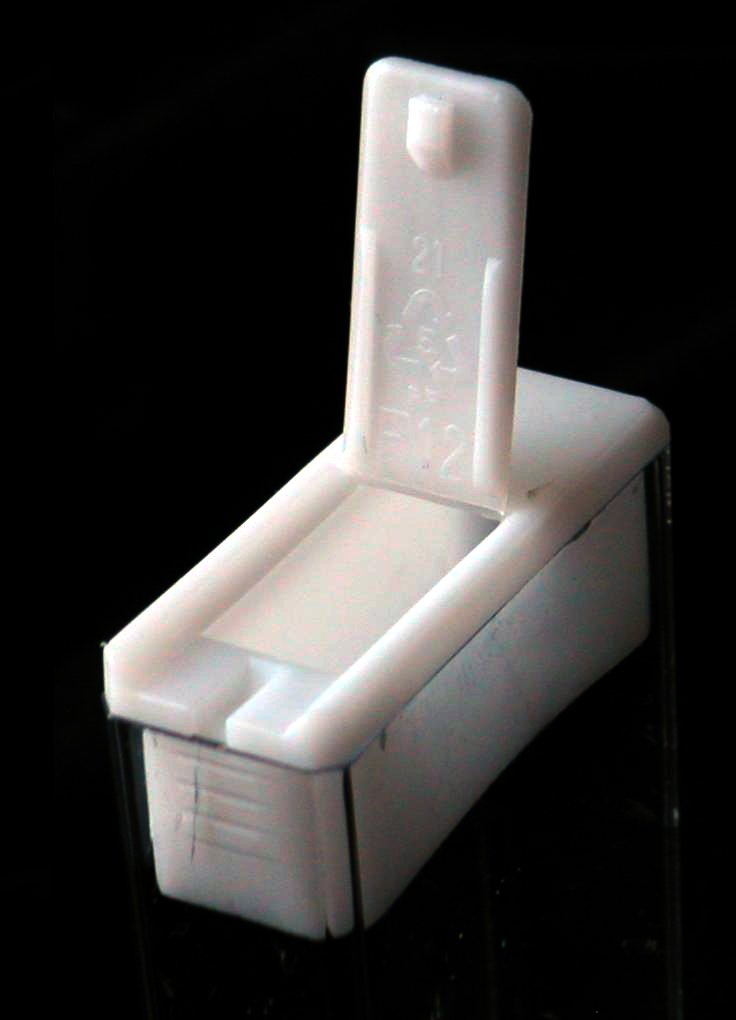
غطاء علبة "تيك تاك" مصنوع من مادة البوليبروبلين

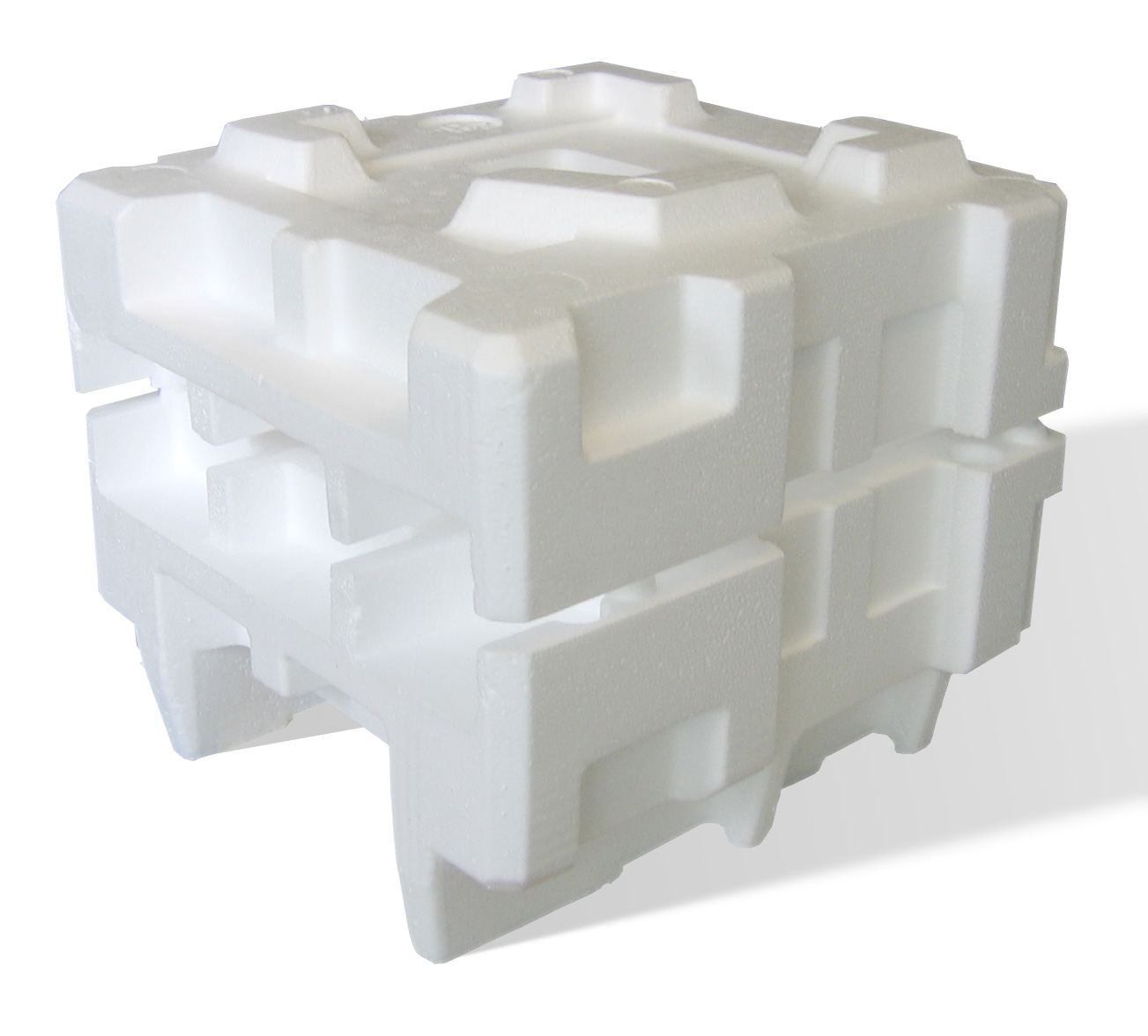
بولسترين رغوي يستخدم في التغليف

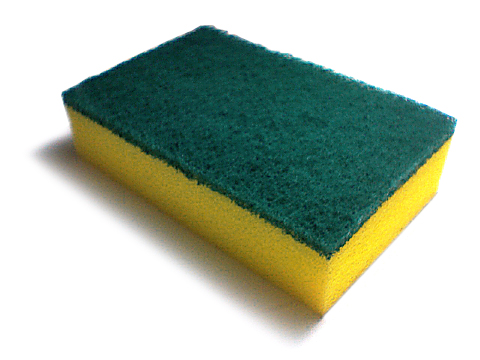
اسفنجة من البولي يوريثان

ينتج البوليبروبلين ببلمرة البروبلين باستخدام المحفزات الفلزّية لكونها الطريقة الوحيدة الممكنة للحصول على بولمرات صالحة للاستخدام التجاري، وهي بولمرات عالية الصلابة والمتانة والتحمل الميكانيكي وأخف وزناً نوعياً من باقي اللدائن السلعية، وقد سمحت هذه الخصائص بالحلول مكان بعض الأدوات المعدنية. يستخدم قسم كبير من البوليبروبلين المنتج في عبوات الطعام، وله استخدامات أخرى أهمها في صناعة السيارات حيث يدخل في فلاتر الهواء وأغطية قطع السيارة والجناح الخلفي وحافظة المصابيح وقماش المقاعد وسطوح الدوّاسات، وفي المنزليات حيث يستخدم في أثاث الحدائق وأغطية المراحيض والأعشاب الاصطناعية، ويستخدم كذلك في حافظات النظارات، والحقائب، والادوات الرياضية، والمعدات الطبية، ويدخل أيضاً في صناعات النسيج واللانسجيات.

##### البولسترين (PS)
البوليسترين في العادة هو لدن حراري لابلوري (مع بعض الاستثناءات الحديثة) ينتج ببلمرة الستايرين الراديكالية، ويتميز بسهولة تشكيله وقدرته على العزل الكهربائي، ومن مثالبه سهولة تكسره عند الثني وقلة ثباته الحراري وسرعة احتراقه وحساسيته تجاه المذيبات العضوية.
عند إضافة غاز ثاني أكسيد الكربون إلى عملية البلمرة الراديكالية ينتج البولسترين الرغوي الذي يتكون من 95 إلى 98% من الهواء، وهو بذلك عازل حراري جيد، ويستخدم لذلك في البناء في الأشكال الخرسانية العازلة والألواح الهيكلية العازلة، كما يستخدم في العبوات الغذائية.
يستخدم البولسترين الصلب في العزل الكهربائي وفي أدوات المائدة البلاستيكية وأواني الطعام التي تستخدم لمرة واحدة، وعلب الأقراص المضغوطة، وأغلفة كاشف الدخان، وإطارات لوحة المركبات، وأطباق بتري وحاويات المختبرات الأخرى مثل أنابيب الاختبار والصفيحات الدقيقة، تشمل طرق الإنتاج في هذه الحالة التشكيل الحراري (أو التشكيل بالفراغ) والقولبة بالحقن.

##### البولي يوريثان (PUR)

التركيبات الكيميائية واستخدامات بعض أنواع البلاستيك الشائعة

كما تصنف غالباً البولي يوريثان (PUR) بصفة فئات سلعية رئيسية، على الرغم من أنها ليست مدرجة على الراتنج لكونها مجموعات متنوعة جدا كيميائياً. وينتج البولي يوريثان من الإيزوثيانات ومن الممكن التحكم بمرونته وصلابته عبر اختيار المونومر، وأشهر منتوجاته الإسفنج الصناعي الذي يستخدم في مجالات متعددة مثل الفرش والواقيات، وكذلك من أهم المنتوجات التي يرتبط بها الألياف المطاطة (الإيلاستان) التي تصنع من خليط من البوليوريثان والبولستر.

#### اللدائن الهندسية

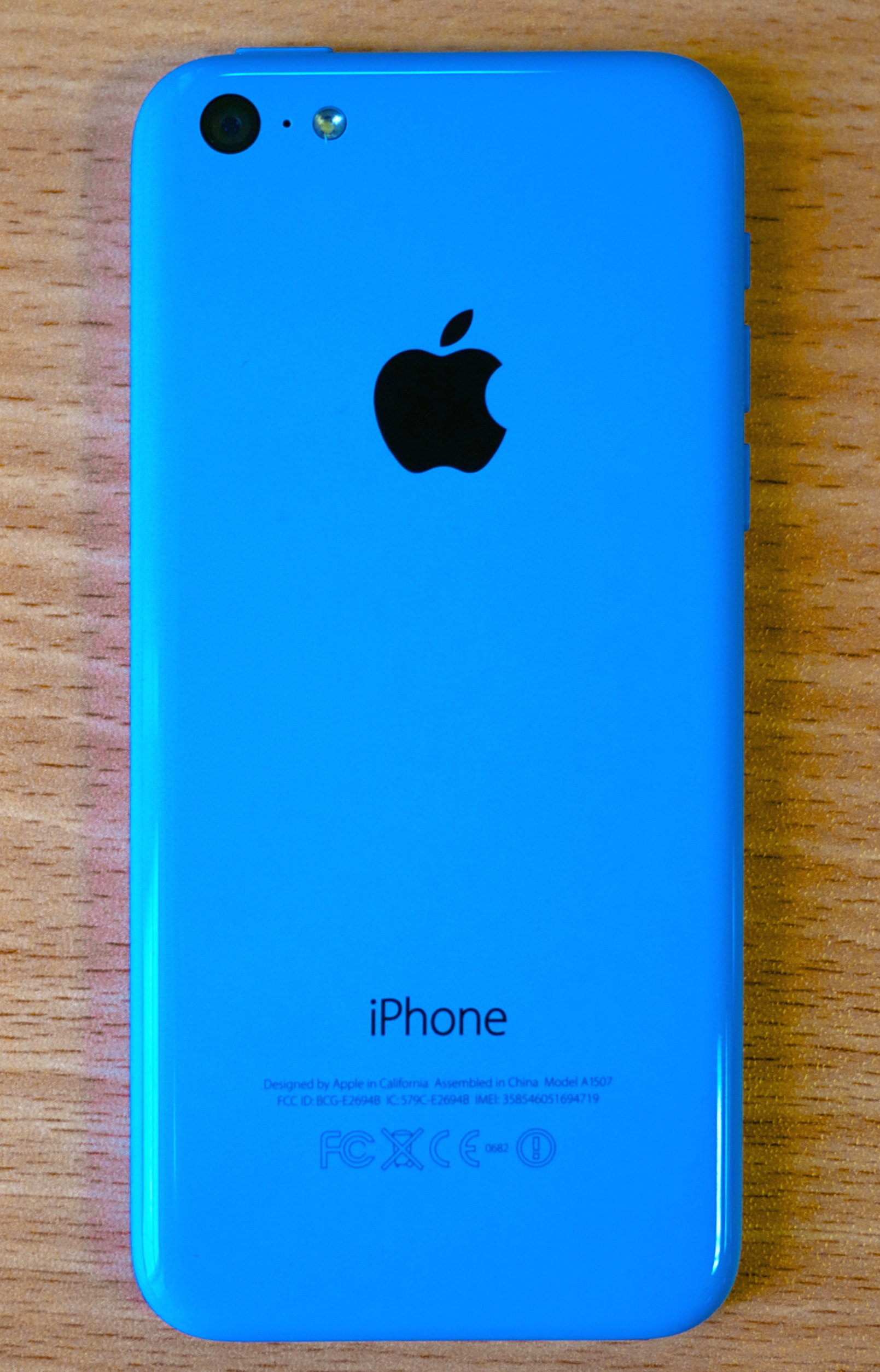
غطاء هاتف أيفون 5 سي مصنوع من البوليكربونات

تكون اللدائن الهندسية أكثر قوة وتتحمل درجات حرارة أعلى من 100 درجة مئوية وأقل من الصفر، وتستخدم في صنع منتجات مثل قطع غيار المركبات ومواد البناء والتشييد وبعض أجزاء الآلات، وتتكون في بعض الحالات من مزيج من أنواع مختلفة من اللدائن. ويمكن أن تحل اللدائن الهندسية محل المعادن في المركبات، ويؤدي ذلك إلى خفض وزن المركبة إلى حدود الـ10%، مما يحسّن كفاءة استهلاكها اللوقود بنسبة 6-8٪. وبينما تبلغ نسبة اللدائن اليوم ما يقارب الـ50٪ من حجم السيارة الحديثة لا تتراوح نسبتها من الوزن بين 12 و17٪.
- أكريلونيتريل بوتادين ستايرين (ABS): يستخجم في علب المعدات الإلكترونية (مثل شاشات الكمبيوتر والطابعات ولوحات المفاتيح)، وأنابيب الصرف
- البوليسترين المضاد للطرق (HIPS): يستخدم في بطانات الثلاجات، وتغليف المواد الغذائية والأكواب التي تستخدم لمرة واحدة
- البولي كربونات: يستخدم في أغطية الحواسيب والأقراص المضغوطة والنظارات ودروع مكافحة الشغب ونوافذ الأمان وإشارات المرور والعدسات
- مزيج البولي كربونات مع الأكريلونيتريل بوتادين ستايرين (PC + ABS) ينتج بلاستيكًا أقوى يستخدم في أجزاء السيارة الداخلية والخارجية وفي أجسام الهواتف المحمولة
- مزيج البوليثيلين مع الأكريلونيتريل بوتادين ستايرين (PE + ABS) يستخدم في التشحيم الجاف ذي المتطلبات المتدنية
- بولي ميثيل ميثاكريلات (PMMA) أو «الأكريليك»: يستخدم في العدسات اللاصقة (من النوع «الصلب»)، وفي التزجيج (معروف بأسماء تجارية مختلفة حول العالم، مثل بليكسيغلاس، بيرسبيكس، أوروغلاس)، والعازلات الضوئية، وأغطية صناديق المركبات الخفيفية الخلفية، كما أنها تشكل أساس دهانات الأكريليك الفنية والتجارية حيث تبثّ في الماء باستخدام مواد مساعدة.
- السيليكونات (البوليسيليكونات): راتنجات مقاومة للحرارة تستخدم أساساً موادا مانعة للتسرب، كما تستخدم أيضاً في أواني الطهي ذات درجات الحرارة العالية، وبصفتها مادة راتينج أساسية للدهانات الصناعية.
- اليوريا فورمالدهايد (UF): أحد اللدائن الأمينية التي تستخدم بديلا متعدد الألوان للفينول: يستخدم مادةً لاصقة للخشب وأغلفة المفاتيح الكهربائية.

#### اللدائن الوظيفية
تخدم هذه البوليمرات هدفاً محدداً، مثل حجز الروائح والغازات في العبوات البلاستيكية.

##### البوليمرات الموصلة للكهرباء
البوليمرات الموصلة (ICP) عبارة عن بوليمرات عضوية توصل الكهرباء، وعلى الرغم من أنه قد تحقق اليوم موصلية تبلغ الـ80 كيلوسيمنز للسنتمتر في البولي أسيتيلين الممدّد، إلا أنها لا تقترب من موصلية معظم المعادن التي تبلغ في النحاس مثلا عدة مئات من الكيلوسيمنز للسنتمتر.

#### اللدائن عالية الأداء
تتميز اللدائن عالية الأداء [الإنجليزية] عن اللدائن السلعية والهندسسية بقدرتها على تحمل درجات حرارة عالية (نحو 300 درجة مئوية) وخصائصها الميكانيكية المتفوقة، وعادةً ما تكون هذه المواد باهظة الثمن (قد يبلغ 20 يورو/ كغ)، ولا يتعدى استخدامها اليوم 1% من مجمل سوق اللدائن، حيث يقتصر استخدامها على الضرورة في التطبيقات المتخصصة.
- الأراميد: فئة من الألياف المتينة المقاومة للحرارة، تستخدم في مجالات الطيران والأغراض العسكرية، ومنها العلامات التجارية كيفلار ونومكس، وتوارون.
- كيتون الإيثر-بولي إيثر (PEEK): لدن حراري قوي ومقاوم للمواد الكيميائية والحرارة، تسمح توافقيته الحيوية باستخدامه في تطبيقات الزرع الطبية وعمل أجزاء من الطائرات، وهو واحد من أغلى البوليمرات التجارية.
- البولي إيثر إيميد (PEI) (Ultem): بوليمر مقاوم جداً الحرارة ومستقر كيميائياً ولا يتبلور
- بولي إميد: لدن مقاوم للحرارة يستخدم في منتجات مثل مواد مثل أشرطة الكابتون الكهربية
- البوليسلفون: راتنج قابل للذوبان قابل للتشكيل الحراري يستخدم في الأغشية والفلاتر وأنابيب غمس سخان المياه وغيرها من التطبيقات ذات درجات الحرارة العالية
- بوليفلورو إيثيلين (PTFE) أو «تيفلون»: طلاء مقاوم للحرارة ومنخفض معامل الاحتكاك يستخدم في الأسطح غير اللاصقة لأواني القلي وشريط السباكة والشرائح المائية
- البولي أميد-إيميد (PAI): بلاستيك هندسي عالي الأداء يستخدم على نطاق واسع في التروس والمفاتيح وناقلات الحركة ومكونات السيارات الأخرى وقطع الطائرات.[44]

## صناعة اللدائن

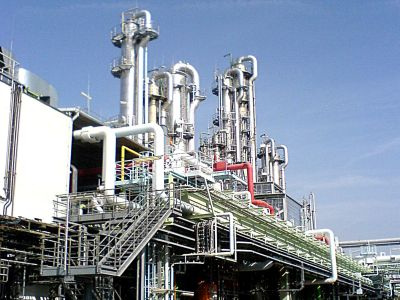
وحدة صناعية لإنتاج وتنقية المونمرات في شركة تيكونا بالقرب من فرانكفورت

تشمل صناعة البلاستيك الإنتاج العالمي والتركيب التحويل [الإنجليزية]وبيع المنتجات البلاستيكية، وعلى الرغم من أن الشرق الأوسط وروسيا ينتجان معظم المواد الخام البتروكيماوية المطلوبة، يتركز إنتاج البلاستيك في شرق آسيا وفي الدول الغربية. تضم صناعة البلاستيك عدداً كبيراً من الشركات ويمكن تقسيمها إلى عدة قطاعات:

### الإنتاج
منذ ولادة صناعة البلاستيك في الخمسينيات من القرن الماضي، زاد الإنتاج العالمي بشكل كبير وبلغ في العام 2015 حوالي 381 مليون طن (باستثناء المواد المضافة)، ويقدر إجمالي كمية البلاستيك المتولدة منذ ذلك الوقت بـ 8.3 مليار طن.
تنتج اللدائن في المصانع الكيماوية عن طريق بلمرة المواد الأولية اللازمة (المونومرات)، ومصدرها في العادة البتروكيماويات. تكون مرافق إنتاج البوليمرات كبيرة الحجم في العادة وتشبه بصرياً مصافي النفط، حيث تنتشر الأنابيب المترامية الأطراف في جميع الاتجاهات. يرفع كبر حجم هذه المصانع جدواها الاقتصادية باستغلال وفورات الحجم. على الرغم من ذلك، لا توجد احتكار قوي لإنتاج اللدائن، حيث يتوزع 90% من الإنتاج العالمي على حوالي 100 شركة بين خاصة ومملوكة للدولة، وتنتج منطقة شرق آسيا ما يقارب النصف، فيما تعتبر الصين أكبر منتج منفرد.
توزيع إنتاج البلاستيك في العالم (2020) 
| المنطقة               | الإنتاج العالمي |
| --------------------- | --------------- |
| الصين                 | 31٪             |
| اليابان               | 3٪              |
| بقية آسيا             | 17٪             |
| نافتا                 | 19٪             |
| أمريكا اللاتينية      | 4٪              |
| أوروبا                | 16٪             |
| رابطة الدول المستقلة  | 3٪              |
| الشرق الأوسط وأفريقيا | 7٪              |

### التوليف
لا تباع اللدائن بصفتها مادة نقية، بل تمزج بمواد كيميائية أخرى تُعرف مجتمعة بالإضافات، التي تضاف أثناء مرحلة التوليف، وتتضمن مواد مثل المثبّتات والمطرّيات والأصباغ، وتهدف إلى تحسين العمر الافتراضي أو قابلية التشغيل أو مظهر المنتج النهائي. في بعض الحالات من الممكن أن يتضمن ذلك خلط أنواع مختلفة من البولمرات لتكون مزيجا مثل البوليسترين المحسن المضاد للطرق الذي يتكون من هيكل بوليسترين محمي بهيكل مطاطي من البوليبوتاديين. وتنتج بعض الشركات الكبيرة توليفاتها الخاصة، ويلجأ بعض المنتجين إلى طرف ثالث لعملها، وتُعرف الشركات التي تتخصص في هذا العمل باسم «مولفين» (بالإنجليزية: Compounder)‏.
توليف البلاستيك بالحرارة سهل نسبياً، إذ يظل سائلاً حتى تقسيته في شكله النهائي. ومن الضروري إذابة اللدينة عند استخدام مواد التليين بالحرارة من أجل التمكن من خلطها، ويتضمن هذا تسخينه إلى درجة حرارة بين 150 و320 درجة مئوية. ولكون البلاستيك المصهور لزجاً ويظهر جريانا صفيحيا يؤدي إلى اختلاط رديء، تجرى عملية التوليف باستخدام معدات البثق القادرة على توفير الحرارة والخلط اللازمين لإعطاء منتج متجانس.
تضاف المواد المضافة بتركيز قليل جدًا في العادة، ومن الممكن أيضاً إضافة مستويات عالية لعمل وجبات مركزة متجانسة يمكن خلط حبيباتها لاحقاً وصهرها مع بوليمر أرخص ثمناً لإعطاء منتج نهائي متجانس. وتعد هذه الطريقة أرخص من إنتاج مادة مولفة بالكامل، وهي شائعة بشكل خاص لإدخال اللون.

### التحويل
تُعرف الشركات التي تنتج سلعًا جاهزة بالمحولات (أو المعالجات)، وتنتج الغالبية العظمى من المواد البلاستيكية في جميع أنحاء العالم بواسطة تليينها بالحرارة وتسخينها حتى تذوب، ثم تشكيلها، وتوجد أنواع مختلفة من معدات البثق التي يمكنها تحوليل اللدائن إلى أي شكل تقريبًا.
- بثق الرقائق - لإنتاج الرقائق البلاستيكية (الأكياس، الأغطية)
- التشكيل بالنفخ - لإنتاج أجسام مجوفة رقيقة الجدران بكميات كبيرة (زجاجات المشروبات، والألعاب)
- التشكيل الدوراني - لإنتاج الأجسام المجوفة ذات الجدران السميكة (خزانات IBC)
- القولبة بالحقن - لإنتاج الأجسام الصلبة (مثل هياكل الهاتف، ولوحات المفاتيح)
- الغزل - لإنتاج الألياف (نايلون، بوليستر، سبانديكس، إلخ)

تختلف العملية اختلافًا طفيفًا بالنسبة للمواد المتصلدة بالحرارة، حيث يكون البلاستيك هنا سائلًا في البداية ولكن يجب تقسيته للحصول على منتجات صلبة، ولكن الكثير من المعدات متشابهة على نطاق واسع.

## المواد المضافة

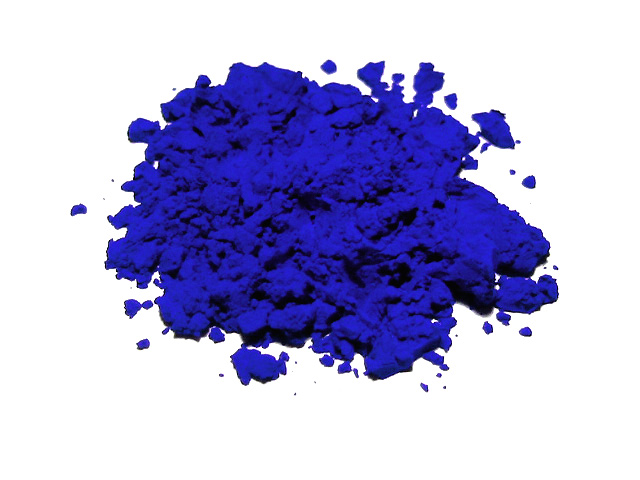
صبغة اللازورد المستخدمة في تلوين اللدائن

المواد المضافة هي مواد كيميائية تمزج مع اللدائن لتغيير أدائها أو مظهرها، لجعل خصائصها أكثر مناسبة لغرض الاستخدام، وإليها يرجع الفضل في استخدام اللدائن على نطاق واسع. يحتوي البلاستيك على الأقل على بعض مثبتات البوليمر التي تسمح لها بالانصهار والتشكّل دون أن يتضرر البوليمر أو يتحلل بفعل الحرارة. الإضافات الأخرى اختيارية ويمكن استخدامها حسب الحاجة وبكميات مختلفة حسب الغرض، ومن النادر أن يباع البلاستيك بدون هذه الإضافات المحسّنة.
تمزج المواد المضافة مع اللدائن، ولكنها تظل متميزة كيميائيًا عنها، ومن الممكن أن تتسرب إلى خارجها بالتدريج، وتلعب هذه الظاهرة دورا مهما في الخلافات المتعلقة بأضرار اللدائن، حيث يمكن أن يكون بعضها ثابتا ومتراكماً حيوياً، أو مضرّاً بالصحة. من الأمثلة على ذلك مثبطات اللهب التي أصبح بعضها محظورا اليوم، والفثالات التي باتت مثيرة للجدل بسبب آثارها الصحية.
المواد المضافة تغير خصائص البلاستيك، وهذا يجب أخذه في الاعتبار في عمليات إعادة التدوير. ففي الوقت الحاضر تجري معظم عمليات إعادة التدويربإعادة صهر البلاستيك المستعمل وإعادة تشكيله إلى منتجات جديدة. ولكن نفايات اللدائن، حتى لو كانت كلها من نوع بوليمر واحد، تحتوي على أنواع وكميات مختلفة من المواد المضافة، وبالتالي فمن الممكن أن يؤدي خلطها معاً إلى إنتاج مادة ذات خصائص غير متسقة قد لا تكون جذابة أو صالحة للاستخدام في الصناعة. أوضح مثال على ذلك هو الملونات البلاستيكية، حيث يؤدي خلص ألوان مختلفة من اللدائن إلى منتوج بنّي أو غير متجانس اللون، ولهذا السبب يُفرز البلاستيك قبل إعادة التدوير حسب اللون، إضافة إلى الفرز حسب نوع البوليمر.
| نوع مضاف          | التركيز النموذجي عند التواجد (٪) | وصف | أمثلة على الكيماويات المستخدمة | تعليق | الحصة من إنتاج المواد المضافة العالمية (بالوزن) |
| ----------------- | -------------------------------- | --- | --- | --- | ----------------------------------------------- |
| الملدنات          | 10-70                            | يمكن أن يكون البلاستيك هشاً، وتساعد إضافة بعض الملدنات على جعله أكثر متانة، وإضافة الكثير يجعله مرناً                   | الفثالات هي الفئة المسيطرة ، وتشمل البدائل الأكثر أماناً إسترات الأديبات وحمض الليمون                                                             | 80-90٪ من الإنتاج العالمي يستخدم في البولي فينيل كلوريد، والكثير من الباقي يستخدم في أسيتات السليلوز     | 34٪                                             |
| مثبطات اللهب      | 1-30                             | أصل اللدائن بتروكيماويات، وتحترق معظم اللدائن بسهولة، ويمكن لمثبطات اللهب منع ذلك                                     | مثبطات اللهب المبرومة، البارافينات المكلورة | الفوسفات العضوي غير المكلور أكثر أمانًا من الناحية البيئية ، رغم أنه غالباً ما يكون أقل كفاءة              | 13٪                                             |
| المثبتات الحرارية | 0.3-5                            | يمنع تدهور البوليمر بفعل بالحرارة                                                                                     | تستخدم تقليديا مشتقات الرصاص والكادميوم والقصدير. تشمل البدائل الحديثة الأكثر أمانًا مخاليط الباريوم/الزنك وستيرات الكالسيوم، مع مواد مساعدة أخرى | يستخدم في البولي فينيل كلوريد (PVC)                                                                      | 5٪                                              |
| مواد الحشو        | 0-50                             | يغير المظهر والخصائص الميكانيكية ، ويمكن أن يقلل السعر                                                                | كربونات الكالسيوم "الطباشير"، التالك، الخرز الزجاجي ، أسود الكربون. أيضاً تقوية الحشوات مثل ألياف الكربون                                         | تحتوي معظم البلاستيك المعتم على مواد مالئة. يمكن أن تحمي المستويات العالية أيضاً من الأشعة فوق البنفسجية. | 28٪                                             |
| معدِّلات التأثير    | 10-40                            | الصلابة المحسنة ومقاومة التلف                                                                                         | يتكون عادةً من بوليمرات أخرى، مثل بوليمرات الستايرين والمطاط                                                                                      | يستخدم في البولي فينيل كلوريد (PVC)                                                                      | 5٪                                              |
| مضادات الأكسدة    | 0.05 - 3                         | يحمي من التدهور أثناء المعالجة                                                                                        | الفينولات، استرات الفوسفات، بعض الثيويثرات | أكثر أنواع المواد المضافة استخدامًا، وستحتوي جميع المواد البلاستيكية على مثبتات بوليمر من نوع ما          | 6٪                                              |
| الصباغ            | 0.001-10                         | يضفي اللون | العديد من الأصباغ أو الأصباغ | | 2٪                                              |
| المزلقات          | 0.1-3                            | يساعد في تشكيل البلاستيك ، بما في ذلك مساعدات المعالجة (أو مساعدات التدفق)، وعوامل التحرير ، والمواد المضافة للانزلاق | شمع البارافين، استرات الشمع، ستيرات المعادن (مثل ستيرات الزنك)، أميدات الأحماض الدهنية طويلة السلسلة (أوليميد ، إريكاميد)                        | | 2٪                                              |
| مثبتات الضوء      | 0.05 - 3                         | يحمي من أضرار الأشعة فوق البنفسجية                                                                                    | مثبتات الأمين الخفيفة، حاصرات الأشعة فوق البنفسجية والمُروية                                                                                      | عادة ما تستخدم فقط للعناصر المخصصة للاستخدام الخارجي                                                     | 1٪                                              |
| إضافات أخرى       |                                  | متنوعة | مضادات الميكروبات ، مضادات الكهرباء الساكنة | | 4٪                                              |

## السمّية
تتمتع المواد البلاستيكية النقية بسمّية منخفضة بسبب عدم قابليتها للذوبان في الماء، ولأنها خاملة كيميائياً بسبب وزنها الجزيئي الكبير. ولكن المنتجات البلاستيكية تحتوي على مجموعة متنوعة من المواد المضافة التي يمكن أن يكون بعضها ساماً. مثال على ذلك الأديبات والفثالات التي تضاف غالباً إلى اللدائن الهشة مثل الـ PVC لتصبح طيعة للاستخدام في تغليف المواد الغذائية وفي لعب الأطفال وعدة منتجات أخرى. ومن الممكن أن تتسرب هذه المكونات من المنتج، لذا قرر الاتحاد الأوروبي اليوم تقييد استخدام الفثالاـت (مثل DEHP) في بعض التطبيقات، كما قيدت الولايات المتحدة استخدام DEHP و DPB و BBP و DINP و DIDP ، و DnOP في لعب الأطفال ومنتجات رعاية الأطفال بقانون تحسين سلامة المنتجات الاستهلاكية . كما أشير إلى بعض المواد التي تتسرب من عبوات الطعام المصنوعة من البوليسترين ذات نشاط هرموني ويشتبه في أنها مواد مسرطنة للإنسان، وكذلك تشمل قائمة المواد الكيميائية الأخرى ذات الخطر المحتمل مركّبات الألكيلفينول.
إضافة إلى ذلك، تعد بعض المونومرات المستخدمة في تصنيع اللدائن سامة أو مسرطنة، ومن الممكن في بعض الحالات أن تظل كميات صغيرة منها محاصرة في المنتج ما لم ينقّى. على سبيل المثال، اعترفت الوكالة الدولية لبحوث السرطان التابعة لمنظمة الصحة العالمية بأن كلوريد الفينيل، وهو حجر الأساس في مادة PVC، مادة مسرطنة للإنسان.

### بيسفينول أ
تتحلل بعض المنتجات البلاستيكية إلى مواد كيميائية ذات نشاط هرموني. مثال على ذلك مادة البيسفينول أ (BPA)، وهي اللبنة الأساسية للبولي كربونات، التي تتسبب باضطراب الغدد الصماء لتشابهها مع هرمون الاستروجين، ومن الممكن أن تتسرب إلى الطعام. وقد أشارت دراسة في مجلة آفاق الصحة البيئية إلى أن مادة البيسفينول أ المتسربة من بطانة علب الصفيح وحشوات الأسنان وزجاجات البوليكربونات من الممكن زادت أوزان مواليد حيوانات المختبر. كما تشير دراسة حيوانية حديثة إلى أنه حتى التعرض لمستويات منخفضة من هذه المادة يؤدي إلى مقاومة الأنسولين، مما قد يؤدي إلى الالتهابات وأمراض القلب. وفي يناير 2010 ذكرت صحيفة لوس أنجلوس تايمز أن إدارة الغذاء والدواء الأمريكية (FDA) تنفق 30 مليون دولار للتحقيق في مؤشرات ارتباط البيسفيول أ بالسرطان. وقد حظر الاتحاد الأوروبي دوما استخدام الفثالات في ألعاب الأطفال، وفي عام 2009 حظرت الحكومة الأمريكية أنواعًا معينة من الفثالات التي يشيع استخدامها في البلاستيك.

## المشاكل البيئية والاستدامة

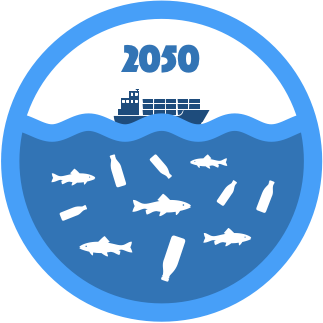
رسم بياني لحملة تواصلية يظهر أنه سيكون هناك بلاستيك في المحيطات أكثر من الأسماك بحلول عام 2050

تسبب نجاح اللدائن في أوائل القرن العشرين وهيمنتها في نصفه الثاني في حدوث مشكلات بيئية واسعة النطاق بسبب معدل تحللها البطيء في النظم البيئية الطبيعية. تركيب معظم اللدائن الكيميائي مستقر جدا، وهذا يجعلها مقاومة للكثير من عمليات التحلل الطبيعي، ويمكن مقارنة ذلك باستدامة مواد طبيعية مشابهة بنيوياً مثل الكهرمان.
يتحلل البلاستيك من خلال مجموعة متنوعة من العمليات ويعتمد التحلل على هيكل البولمر الكيميائي، وأهم عمليات التحلل الأكسدة الضوئية، بينما يستغرق التحلل البحري وقتًا أطول نتيجة للبيئة المالحة وتأثير التبريد في البحر، وهذا يساهم في استمرار وجود الحطام البلاستيكي في بيئات معينة. من ناحية أخرى أظهرت دراسات حديثة أن المواد البلاستيكية في المحيطات تتحلل بشكل أسرع مما كان يُعتقد سابقًا بسبب التعرض للشمس والمطر والظروف البيئية الأخرى، مما يؤدي إلى إطلاق مواد كيميائية سامة مثل بيسفينول أ، إلا أن هذا التحلل قد تباطأ بسبب زيادة حجم البلاستيك في المحيط . وقد قدمت منظمة حماية المحيطات تقديرات لمعدلات تحلل بعض المنتجات البلاستيكية، فعلى سبيل المثال من المقدر أن يستغرق تحلل الكوب البلاستيكي الرغوي 50 عامًا، بينما يستغرق تحلل قنينة الشرب البلاستيكية 400 عام، وحفاظات الاطفال 450 عامًا، وخيط صنارة الصيد 600 عام.
يمكن اليوم العثور على التلوث البلاستيكي في جميع المسطحات المائية الرئيسية في العالم، وتوجد البقع البلاستيكية في جميع محيطات العالم وتلوث نظم الأرض البيئية. وهناك تقديرات مختلفة لكمية النفايات البلاستيكية التي أنتجت في القرن الماضي، ووفقا لأحد التقديرات، فقد تُخلّص من مليار طن من النفايات البلاستيكية منذ الخمسينيات من القرن الماضي. يقدر آخرون الإنتاج البشري التراكمي بـ 8.3 مليار طن من البلاستيك، منها 6.3 مليار طن هي عبارة عن نفايات، مع إعادة تدوير 9٪ فقط. في عام 2009، قدر أن 10٪ من النفايات الحديثة كانت من البلاستيك، على الرغم من اختلاف التقديرات حسب المنطقة.
تشكل اللدائن 50٪ إلى 80٪ من النفايات في المناطق البحرية. وقد ذكرت منظمة حماية المحيطات أن كميات البلاستيك التي تلقيها الصين وإندونيسيا والفلبين وتايلاند وفيتنام في المياه تفوق ما تلقيه باقي دول العالم مجتمعة. وتحمل أنهار اليانغتسي، والسند، والأصفر، وهاي [الإنجليزية]، والنيل، الغانج، واللؤلؤ، وآمور، النيجر، وميكونغ 88٪ إلى 95٪ من البلاستيك المنقول إلى البحر.
تنامى من ستينيات القرن الماضي وجود المواد البلاستيكية، وخاصة اللدائن الدقيقة (الميكروبلاستيك) داخل السلسلة الغذائية، حيث لوحظ وقتها لأول مرة وجود جزيئات بلاستيكية دقيقة في أحشاء الطيور البحرية، ومنذ ذلك الحين عثر عليها بتركيزات متزايدة. ما زالت الآثار طويلة الأمد الناجمة عن ذلك غير مفهومة جيدًا. وغالباً ما يستخدم البلاستيك في الزراعة، وقد بات يوجد منه في التربة ما يفوق الموجود في المحيطات.
تركز الأبحاث حول التأثيرات البيئية في العادة على مراحله النهائية ومشكلة النفايات. ومع ذلك ، فإن إنتاج البلاستيك مسؤول أيضاً عن تأثيرات بيئية وصحية واجتماعية اقتصادية كبيرة.
فعلى سبيل المثال، يشير بروتوكول مونتريال إلى أن مركبات الكلوروفلوروكربون شائعة الاستخدام في تصنيع البوليسترين القابل للتشكيل قد ساهم إنتاجها في استنفاذ طبقة الأوزون.

### اللدائن الدقيقة
اللدائن الدقيقة أو الميكروبلاستيك هي قطع من أي نوع من اللدائن يقل طولها عن 5 ملمتر، حسب تعريف كل من منظمة الإدارة الوطنية للمحيطات والغلاف الجوي الأمريكية، والوكالة الأوروبية للمواد الكيميائية، وتسبب هذه التلوث في كامل النظام البيئي الطبيعي، وتصدر عن عدة مصادر منها مستحضرات التجميل، والنسيج، والعمليات الصناعية. وقد تم التعرف حاليا على نوعين من اللدائن الدقيقة: أولية وثانوية. تشمل الأولية قطع البلاستيك التي كان طولها أقل من 5 ملمتر قبل أن تدخل النظام البيئي، وتضم الألياف الدقيقة الصادرة عن الملابس، والميكروبيدات، والحبيبات الصناعية الأولية [الإنجليزية].
أما الثانوية فتشمل ما ينتج عن تفكك قطع بلاستيكية أكبر بفعل عوامل الحت والتعرية بعد دخولها النظام البيئي، وأهم مصادرها قناني الشرب والأكياس البلاستيكية، وشباك الصيد، وعبوات الطعام، ونثار العجلات.
وكلا النوعين قادران على البقاء لمدد طويلة، خاصة في الأوساط المائية والمحيطية، ويتسببان بتلوث المياه، ويشار إلى أن 35% من اللدائن الدقيقة في مياه المحيطات مصدره أنسجة الملابس، ووتنتج في الدرجة الأولى عت حتّ وتفكك ألياف البوليستر والنايلون والأكريليك أثناء الغسيل. كما تتراكم اللدائن الدقيقة في الهواء وفي التربة، وتميّز في التعريف عن القطع البلاستيكية الأكبر، التي تسمى الماكروبلاستيك.
يؤدي تحلل هذه المواد البطيء الذي قد يدوم لقرون أو لآلاف السنين إلى قدرتها على التسرب إلى الأنسجة الحيوية والتراكم في داخلها، ما قد يؤدي إلى الرفع من تركيز المواد السمية في النظام الغذائي.
كذلك تبين في الأنظمة البيئية في اليابسة أن تراكم اللدائن الدقيقة في التربة يضر بالنظام البيئي ويقلل من نمو دود الأرض. وما زالت دورات وحرك البلاستيك في الأنظمة البيئية غير معروفة تماما وقد البحث. تشير دراسات أجريت على أعماق المحيطات في الصين (2020) إلى أن وجود طبقات من البلاستيك في أعماق المحيط تدل على الأرقام الواردة من الدراسات في الطبقات السطحية أقل بكثير من حجم المشكلة. كما عثر على لدائن دقيقة في قمم الجبال ومناطق بعيدة جدا عن مصادر التلوث.

### دور اللدائن في التغير المناخي
يشير تقرير إلى أن أن اللدائن قد ساهمت في غازات الاحتباس الحراري بما يعادل 850 مليون طن من ثاني أكسيد الكربون (CO2) في الغلاف الجوي في عام 2019، ومن المتوقع أن تزيد الانبعاثات لتصل إلى 1.34 مليار طن بحلول عام 2030، و56 مليار بحلول عام 2050، أي ما يبلغ 14٪ من حصص الكربون [الإنجليزية] المتبقية على الأرض.
تأثير البلاستيك على ظاهرة الاحتباس الحراري مختلط. فهو يُصنع عمومًا من مشتقات البترول، وينتج عن إنتاجه بالتالي المزيد من الانبعاثات. كما يتطلب إنتاج البلاستيك من النفط الخام من الطاقة أكثر من المواد الأساسية الأخرى، كما يشير الجدول التالي المحسوب بمتوسط كفاءة محطات المرافق الأمريكية البالغة 35٪،
| المنتج         | المصدر      | استهلاك الطاقة [كيلوواط.ساعة/كغ] |
| -------------- | ----------- | -------------------------------- |
| البلاستيك      | النفط الخام | 17.5 - 30.4                      |
| السيليكون      | النفط الخام | 65                               |
| أشباه الموصلات | النفط الخام | 846                              |
| الحديد         | خام الحديد  | 4.6 - 7.1                        |
| الصلب          | الحديد      | 0.6 - 14.2                       |
| الزجاج         | الرمل       | 5.1 - 9.7                        |
| الورق          | الخشب       | 6.1 - 14.2                       |

ولكن من جانب آخر قد يقلل استعمال البلاستيك من استهلاك الطاقة نظرًا لخفة وزنه ومتانته مقارنةً مع الزجاج أو المعدن، حيث تفي أوزان أقل لنفس الغرض. وعلى سبيل المثال ، يُقدَّر أن الاستعاضة عن الزجاج والمعدن بالبوليستر في قناني المشروبات توفر 52٪ من طاقة النقل.

### اللدائن ذات المصادر الحيوية
بخلاف معظم المواد البلاستيكية التي تنتج من البتروكيماويات، يُصنع البلاستيك الحيوي في الغالب من وحدات بناء كيميائية مشتقة من مواد نباتية متجددة مثل السليلوز والنشا. ويشهد إنتاج البلاستيك الحيوي تطوراً في هذه الأيام نظراً للتوقعات حول محدودية احتياطيات الوقود الأحفوري وارتفاع مستوى الاحتباس الحراري الناتج بشكل أساسي عن حرق تلك الأنواع من الوقود. قُدّر حجم إنتاج البلاستيك الحيوي في العالم عام 2015 بنحو 327.000 طن سنوياً، بينما زاد الإنتاج العالمي من البوليثيلين (PE) والبوليبروبيلين (PP) المشتقان من البتروكيماويات عن الـ 150 مليون طن. وفي عام 2021 بلغ حجم انتاج اللدائن ذات المصادر الحيوية 4.7 مليون طن، ويتوقّع أن يرتفع إلى حوالي 7.6 مليون طن في العام 2026.

## معالجة نفايات اللدائن

### حرق اللدائن
يمكن حرق اللدائن بديلا عن الوقود الأحفوري، ومن الممكن اعتبار ذلك استرجاعاً للطاقة، وتمارس هذه الطريقة على نطاق واسع وتعدّ في بعض الدول الطريقة السائدة للتخلص من نفايات اللدائن، بهدف تقليص أو إلغاء مكبات النفايات، إلا أنها مثيرة للجدل، حيث يؤدي حرق اللدائن غير المنضبط (في الهواء الطلق على درجات حرارة منخفضة) إلى انبعاث أبخرة كلورو بينزو ديوكيسنات، وهي مواد مسرطنة، ويحدث ذلك بسبب اختلاف المحتوى الحراري في تيار النفايات. وفي العادة تشتمل محارق النفايات الصلبة البلدية أيضاً على معالجات لغاز المداخن لتقليل الملوثات بشكل أكبر. بالإمكان تفكيك الديوكسينات والفيورانات السامة عبر ترميد اللدائن المتحكم به على درجة حرارة عالية تفوق الـ 850 درجة مئوية لمدة ثانيتين، باستخدام تسخين إضافي انتقائي.

### التحويل الحراري
يمكن للدائن أن تتحل حرارياً إلى الكانات تستخدم في الوقود، لاحتواء البلاستيك على كل من الهيدروجين والكربون، وينتج كل كغ واحد من نفايات البلاستيك ما يقرب من لتر من الهيدروكربون.

### التحلل الجرثومي
- في عام 1975، اكتشف فريق من العلماء اليابانيين الذين يدرسون البرك التي تحتوي على مياه الصرف الصحي المنبعثة من مصنع نايلون سلالة من جراثيم الصيفرية التي تهضم بعض منتجات تصنيع النايلون 6 الثانوية، مثل حمص الأمينوكابرويك.[102] ومن الممكن يمكن أن يتحلل النايلون 4 (بوليبوتيرولاكتام) بواسطة أنواع ND-10 و ND-11 من جراثيم بسويدوموناس (الزائفة) إس بي عثر عليها في الصرف، وينتج عن ذلك حمض أمينوبوتيريك غاما.[103]
- هناك عدة أنواع من فطريات التربة القادرة على مهاجمة البولي يوريثين،[104] بما في ذلك نوعان من فطريات بيستالوتيبوس الإكوادورية، وهذه الفطريات قادرة على استهلاك البولي يوريثين سواء هوائياً ولا هوائياً على حد (كما هو الحال في قاع مدافن النفايات).[104]
- تحلل تجمعات الميكروبات الميثانوجينية مادة الستايرين وتستخدمها مصدراً للكربون.[105] يمكن لـجرثومة الزائفة الكريهة تحويل الستايرين إلى أنواع مختلفة من بولي هيدروكسيل كانوات البلاستيكي القابل للتحلل الحيوي.[106][107]
- ثبت أن المجتمعات الميكروبية المعزولة من عينات التربة الممزوجة بالنشا قادرة على تحليل مادة البولي بروبيلين.[108]
- يعمل فطر الرشاشية الدخناء على تحليل الـ PVC بشكل فعال.[109] :45–46 كما نجحت زراعة فطر فانيروشات شريسوسبوريوم (العفن الأبيض) على سطح من الـPVC في محلول ملحي.[109] :76 وبمكن أيضاً أن تتسبب فطريات نيروشات شريسوسبوريوم وليتيتوس تيغرينوس و الرشاشة السوداء ورشاشية سيدوفي في تحلل الـ PVC بشكل فعال.[109] :122
- يتحلل الفينول فورمالدهيد، المعروف باسم الباكليت ، بفطر العفن الأبيض شرسيسوسبوريوم.[110]
- عُثر على جراثيم "الراكدة" قادرة على أن تحلل جزئيا أوليغوميرات البولثيلين منخفضة الوزن الجزيئي.[103] وكذلك بإمكان جراثيم الزائفة المتألقة وسفينغوموناس عند استخدامهما معاً أن تحلل أكثر من 40٪ من وزن الأكياس البلاستيكية خلال أقل من ثلاثة أشهر.[111] كذلك تمكن العلماء من عزل البكتيريا المحبة للحرارة بريفيباسيلوس بورستيلينيس (سلالة 707) من عينة تربة، ووجد أنها قادرة على استخدام البوليثيلين منخفض الكثافة مصدراً وحيداً للكربون عند الحضانة عند 50 درجة مئوية، كما ساعد لتعرض المسبق للأشعة فوق البنفسجية في كسر الروابط الكيميائية والتحلل البيولوجي.[112]
- عثر على فطريات خطرة على متن محطات فضائية تعمل على تحليل المطاط إلى شكل قابل للهضم.[113]
- عثر على الكثير من أنواع الخمائر والبكتيريا والطحالب والأشنات تنمو على مصنوعات مبلمرة في المتاحف والمواقع الأثرية.[114]
- عثر في مياه بحر سارجاسو الملوثة بالبلاستيك على بكتيريا تستهلك أنواعاً مختلفة من البلاستيك، ولكن ليس معروفاً بعد إلى أي مدى تحلل هذه البكتيريا السموم بصورة فعالة بدلاً من إطلاقها في النظام البيئي الميكروبي البحري.
- عثر في مقالب القمامة على ميكروبات آكلة للبلاستيك.[115]
- النوكاردية يمكن أن تحلل البوليستر بأنزيم استريز.[بحاجة لمصدر]
- تبين أن فطر غيوتريشوم كاندديديوم الموجود في بليز قادر على تحليل البوليكاربونات الموجود في الأقراص المدمجة.[116][117]
- تعرض واحد من منازل المستقبل المصنوعة من البوليستر المقوى بالألياف الزجاجية والبوليستر-البولي يوريثين والفايبر غلاس إلى التآكل على نحو واسع بسبب جراثيم سيانوباكتيريا وأرشيا.[118][119]

### اللدائن القابلة للتحلل
المواد البلاستيكية القابلة للتحلل الحيوي هي مواد بلاستيكية تتحلل (تتفكك) كيميائيا عند التعرض لعوامل خارجية تسببها كائنات حية مثل البكتيريا أو الإنزيمات، ويمكن أيضاً اعتبار هجمات الحشرات أو الديدان من أشكال التحلل الحيويي، ويتطلب التحلل العضوي الهوائي وجود الأكسجين، بينما يحصل التحلل اللاهوائي في غيابه ويكون فعالاً في أنظمة دفن النفايات أو التسميد. أما في التحلل الاحيوي، فيتفكك البلاستيك ميكانيكيا إلى وحدات أصغر (مكرو بلاستيك) عبر تعرضه إلى عوامل خارجية مثل أشعة الشمس أو الأشعة فوق البنفسجية، أو الماء أو الرطوبة أو كشط الرياح.
تنتج بعض الشركات مواد تضاف إلى اللدائن لتعزيز التحلل الحيوي، كما تساعد إضافة مسحوق النشا لبعض المواد البلاستيكية في تحللها بسهولة أكبر، ولكن هذه الطريقة لا تؤدي إلى تحلل البوليمر. كذلك طور بعض الباحثين بكتيريا معدلة وراثياً لتخليق مواد بلاستيكية قابلة للتحلل تماماً، مثل بولي هيدروكسي بوتيرات (PHB)، إلا ان هذه المواد مازالت تعتبر مكلفة نسبياً.

### إعادة التدوير

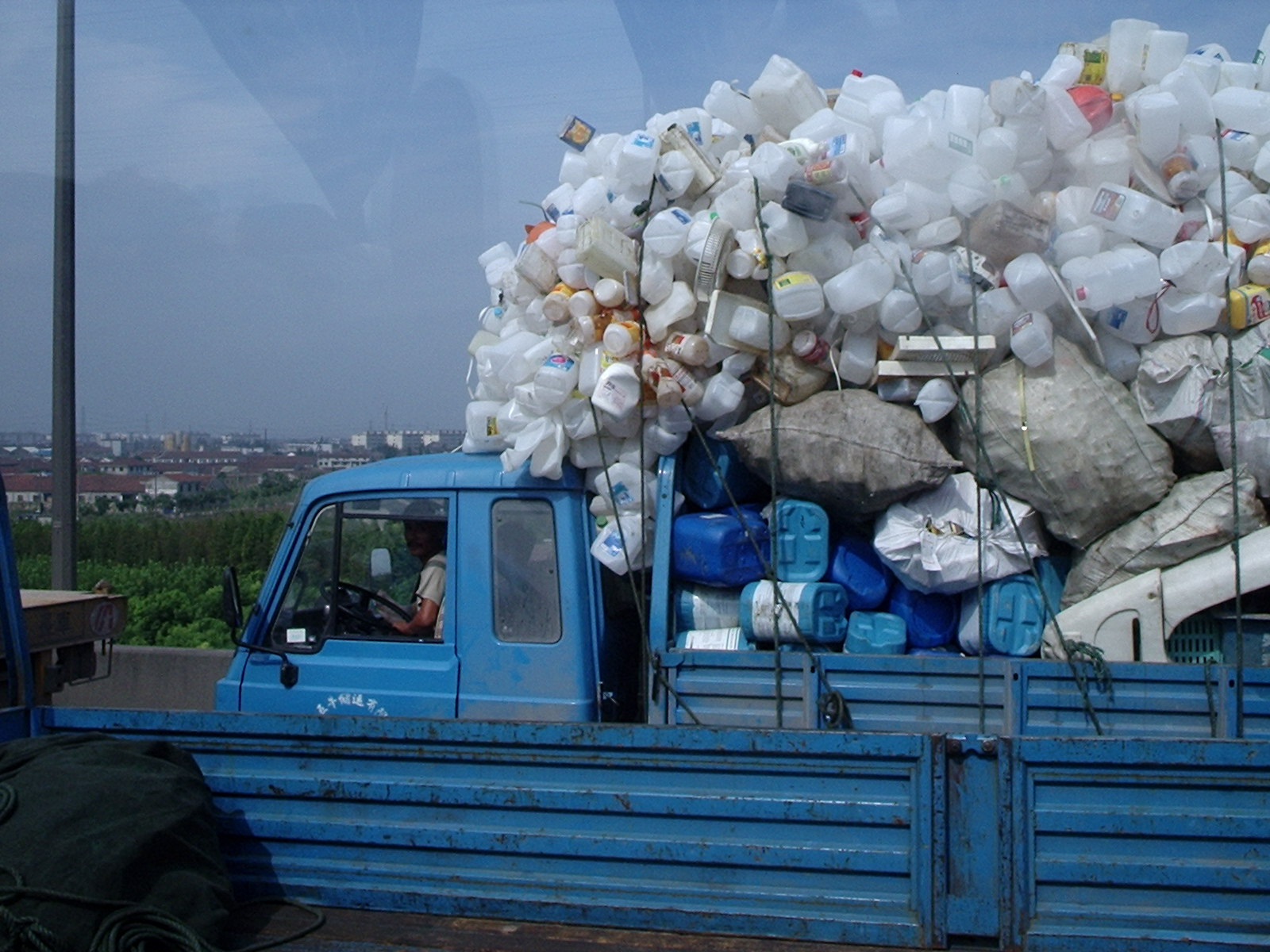
شاحنة في الصين تنقل بوليستر صالحاً لإعادة التدوير

تعرّف إعادة تدويرنفايات اللدائن بتحويل نفايات اللدائن إلى منتجات جديدة ومفيدة، وقد بدأ الحديث عنها في آواخر القرن العشرين من أجل تخفيف المخاوف البيئية الناجمة عن مع الاستمرار في إنتاج البلاستيك البكر، وتهدف إلى تقليل الاعتماد على مكبات النفايات، والحفاظ على المصادر الطبيعية، وحماية البيئة من التلوث البلاستيكي، والتقليل من انبعاث غازات الاحتباس الحراري.
وعلى الرغم من أن نسبة التدوير ترتفع باستمرار، إلى أنها ما تزال إلى اليوم تتخلف عن نسب تدوير أنواع النفايات الأخرى مثل الألمنيوم والزجاج والورق، ففي العام 2015 بلغت نسبة تدوير اللدائن عالمياً 19.5% ونسبة الحرق المقنن 25.5%، في حين ألقي أكثر من 55% في مكبات النفايات. وقد شككت الشركات الرئيسية المنتجة للبلاستيك في جدوى تدوير اللدائن الاقتصادية، حيث يعتبر جمع وإعادة تدوير البلاستيك إلى الآن غير فعال إلى حد كبير بسبب التعقيدات التقنية في تنظيف وفرز المواد البلاستيكية بعد الاستهلاك لإعادة الاستخدام الفعال، فلم تنجح إعادة استخدام معظم البلاستيك المنتج، سواء ذلك المجموع في مدافن النفايات أو الملقى في البيئة باعتباره تلوثًا بلاستيكيًا. وتتعرض صناعة اللدائن اليوم إلى انتقادات لأنها دافعت دوماً عن برامج إعادة التدوير مع أن أبحاث هذه الصناعات أشارت دوما إلى أن معظم اللدائن المنتجة لا يمكن إعادة تدويرها بطرق مجدية اقتصادياً، في حين تزايد إنتاج اللدائن البِكر باطّراد.
يوجد اليوم نوعان رئيسيان من إعادة التدوير، أولهما التدوير الميكانيكي، وفيه يتحطم البوليمر على مستوى كيميائي، ويتطلب فصل النفايات على أساس نوعية البوليمر واللون، وهو بذلك معقد تقنياً ومكلف وتؤدي الأخطاء فيه إلى مواد ذات جودة غير ثابتة لا تلبي متطلبات الصناعة. أما النوع الثاني فهو ما يسمى التدوير الجماعي، وفيه يتحطم البوليمر إلى مكوناته الأولية التي تنقى ويعاد استخدامها في صنع بوليمرات جديدة، وتبدو هذه الطريقة اليوم بديلاً مقنعاً، إلا أنها ما زالت مكلفة من ناحية استهلاك الطاقة وكذلك في حجم الاستثمار في المعدات.

## ملحق: مسرد المصطلحات الإنكليزية
| مصطلحات تقنية        |                                   |        |
| عربي                 | إنكليزي                           | اختصار |
| لابلوري              | Amorphous                         |        |
| مضاد الأكسدة         | Antioxidant                       |        |
| تحلل حيوي            | Biodegradation                    |        |
| بلاستيك حيوي         | Bioplastic                        |        |
| تشكيل بالنفخ         | Blow molding                      |        |
| بلمرة في الكتلة      | Bulk-polymerisation               |        |
| محفز                 | Catalyst                          |        |
| نمو تسلسلي           | Chain-growth polymerisation       |        |
| صباغ                 | Colorant                          |        |
| لدائن سلعية          | Comodity plastics                 |        |
| قولبة بالضغط الحراري | Compression molding               |        |
| تكثيف                | Condensation                      |        |
| تشابك                | Cross-linking                     |        |
| متبلور               | Crystalline                       | ICP    |
| بوليمر مرن           | Elastomer                         |        |
| مستحلب مائي          | Emulsion                          |        |
| بثق                  | Extrusion                         |        |
| حشو                  | Filler                            |        |
| بثق الرقائق          | Film blowing                      |        |
| مثبط للهب            | Flame retardant                   |        |
| وقود أحفوري          | Fossil fuel                       |        |
| مجموعة وظيفية        | Functional group                  |        |
| مثبت حراري           | Heat stabilizer                   |        |
| لدائن عالية الأداء   | High-performance plastics         |        |
| معدِل التاثير         | Impact modifier                   |        |
| ترميد                | Incineration                      |        |
| حقن                  | Injection moulding                |        |
| قولبة بالحقن         | Injection moulding                |        |
| بوليمرات موصلة       | intrinsically conducting polymers |        |
| مثبت ضوئي            | Light stabilizer                  |        |
| مزلق                 | Lubricant                         |        |
| ميكرو بيد            | Microbead                         |        |
| مونومر               | Monomer                           |        |
| قولبة                | Moudling                          |        |
| حبيبات صناعية أولية  | Nurdle                            |        |
| لدائن                | Plastic                           |        |
| مطري                 | Plasticizer                       |        |
| ملدن                 | Plasticizer                       |        |
| تفاعلات الإضافة      | Polyaddition                      |        |
| بلمرة بالتثيف        | Polycondensation                  |        |
| مبلمرات              | Polymers                          | VOC    |
| إعادة التدوير        | Recycling                         |        |
| راتنج                | Resin                             |        |
| تشكيل دوراني         | Rotational molding                |        |
| غزل                  | Spinning                          |        |
| مثبت                 | Stabilizer                        |        |
| نمو على خطوات        | Step-growth polymerisation        |        |
| مستعلق مائي          | Suspension                        |        |
| تحلل حراري           | Thermal degradation               |        |
| لدائن حرارين         | Thermoplasts                      |        |
| لدائن صلبة بالحرارة  | Thermosetting polymer             |        |
| مركب عضوي متطاير     | Volatile organic compound         |        |
| تقسية                | Vulcanisation                     |        |

| مركبات كيميائية                  |                                |        |
| إنكليزي                          | عربي                           | اختصار |
| Acrylnitril-butadien             | أكريل نتريل-بوتاديين           | NBR    |
| Acrylonitrile butadiene styrene  | الأكريل نيتريل بوتاديين ستيرول | ABS    |
| Adipate                          | إسترات الأديبات                |        |
| Alkylphenol                      | ألكيلفينول                     |        |
| Bis(2-ethylhexyl) adipate        | ثنائي (2-إيثيل هكسيل) أديبات   |        |
| Bisphenol A                      | بيسفينول آ                     | BPA    |
| Cellulose                        | سليولوز                        |        |
| Chlorinated paraffins            | بارافينات مكلورة               |        |
| Chloropren                       | كلوروبرين                      | CR     |
| Citric acid                      | حمض الليمون                    |        |
| Ethylen-propylen-dien            | إيثلين-بروبلين ديين            | EPDM   |
| High-density polythylene         | بولثيلين عالي الكثافة          | HDPE   |
| Isocyanate                       | إيزوثيانات                     |        |
| Low-density polyethylene         | بوليثيلين منخفض الكثافة        | LDPE   |
| Nitrocellulose                   | نيتروسليولوز                   |        |
| Phtalate                         | فثالات                         |        |
| Poly(methyl methacrylate)        | بولي ميثيل ميتاكريلات          | PMMA   |
| Poly(p-phenylene oxide)          | بوليفينيلين إيثر               | PPE    |
| Polyamide                        | بولي أميد                      | PA     |
| Polyamide-imide                  | بولي أميد-إيميد                | PAI    |
| Polybotylene terephthalate       | بوليبيوتيلين تيريفثالات        | PBT    |
| Polybutadiene                    | بوليبوتاديين                   | BR     |
| Polycarbonate                    | بولي كربونات                   | PC     |
| Polyester                        | بوليستر                        | PES    |
| Polyether ether ketone           | كيتون الإيثر-بولي إيثر         | PEEK   |
| Polyetherimide                   | بولي إيثر إيميد                | PEI    |
| Polyethylene                     | بولثيلين                       | PE     |
| Polyhydroxybutyrate              | بولي هيدروكسي بوتيرات          | PHB    |
| Polyimide                        | بولي إميد                      |        |
| Polyoxymethylene                 | بولي أوكسي ميثلين              | POM    |
| Polypropylene                    | بوليبروبيلين                   | PP     |
| Polysilicon                      | بوليسيليكون                    |        |
| Polystyrene                      | بولي ستيرول                    | PS     |
| Polysulfone                      | بوليسلفون                      |        |
| Polytetrafluoroethylene          | بوليفلورو إيثيلين              | PTFE   |
| Polythylene terephtalate         | بولي إثيلين تريفثالات          | PET    |
| Polyurethane                     | ولي يوريثان                    | PU     |
| Polyvinyl chloride               | بولي فينيل كلوريد              | PVC    |
| Styrene                          | ستيرين                         |        |
| Styrene acrylonitrile            | ستيرول أكريل نيتريل            | SAN    |
| Styrol-butadien                  | ستايرين-بوتاديين               | SB     |
| Thioether                        | ثيوإيثر                        |        |
| Urea-formaldehyde                | يوريا فورمالدهايد              | UF     |
| Linaear low-density polyethylene | بوليثلين خطي منخفض الكثافة     | LLDPE  |